# Зеленоградск
Зеленогра́дск (до 1947 года — Кранц, нем. Cranz) — город-курорт в Калининградской области Российской Федерации, административный центр Зеленоградского района (муниципального округа).
29 марта 1999 года Зеленоградск признан курортом федерального значения, специализирующимся на бальнеотерапии.
Город расположен на побережье Балтийского моря, на Калининградском полуострове (до 1946 года — Земландский или Самбийский полуостров), в двадцати четырёх километрах к северу от Калининграда.

## История

### Археология
В окрестностях современного Зеленоградска найдены раннесредневековые поселения и оборонительные валы земли пруссов: селища (тип 1 и тип 2) деревенской или соседской (?) общины, которые концентрировались вокруг городищ с посадом и живших в нём госпо́дами по В. Т. Пашуто. Ближайшее к Зеленоградску известное городище культового характера — «Городище Пушкайтиса» (прусск. Galgenpusch, досл. «Бог подземного мира») — прусское святилище эпохи раннего Средневековья. В 3 км к югу от города располагается крупнейший археологический комплекс эпохи викингов, известный на Неманском пути — Кауп (досл. «Торжище»). Он включает открытое торгово-ремесленное поселение и курганно-грунтовой могильник нач. IX — нач. XI вв.

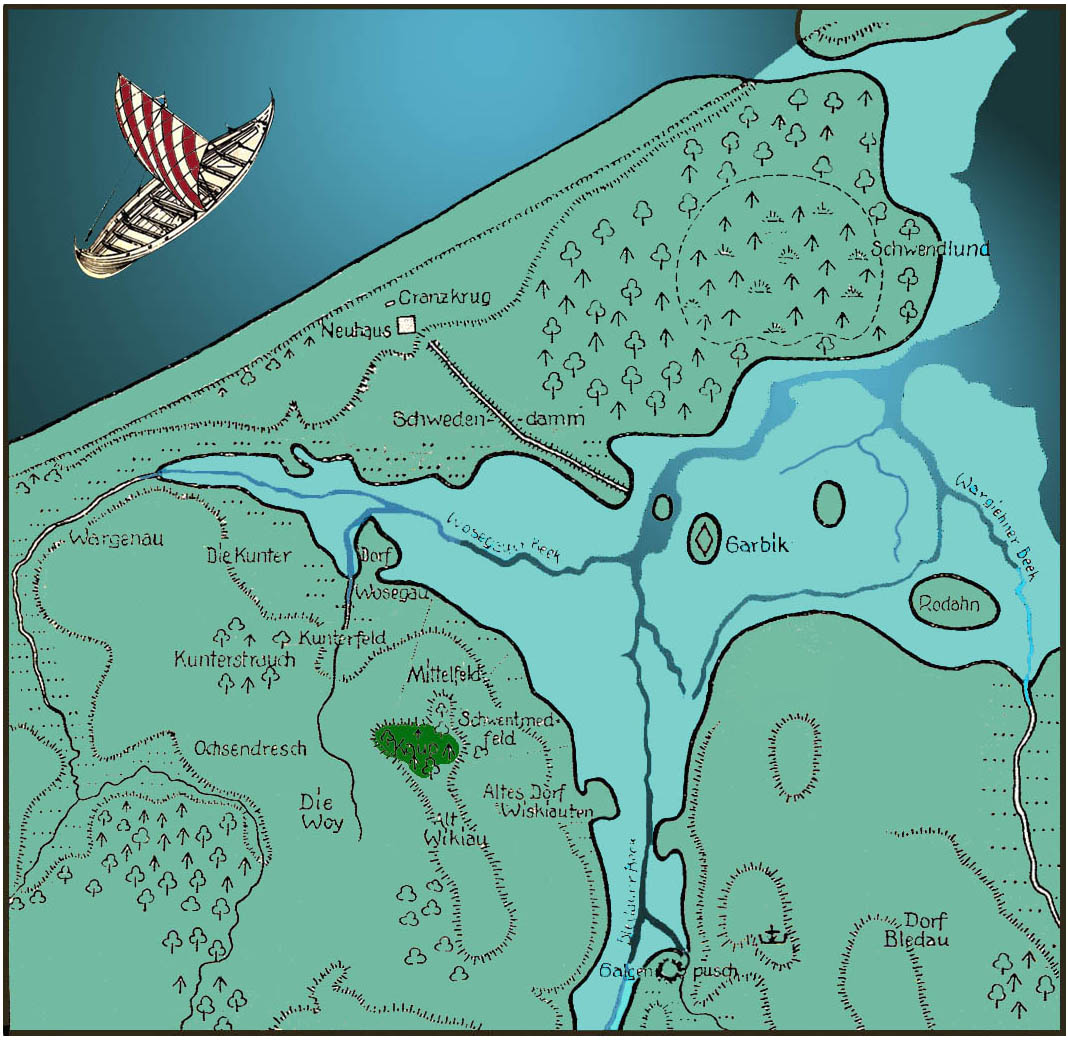
План окрестностей современного Зеленоградска для эпохи викингов. Отмечены палеотопонимы в этом микрорегионе[9].
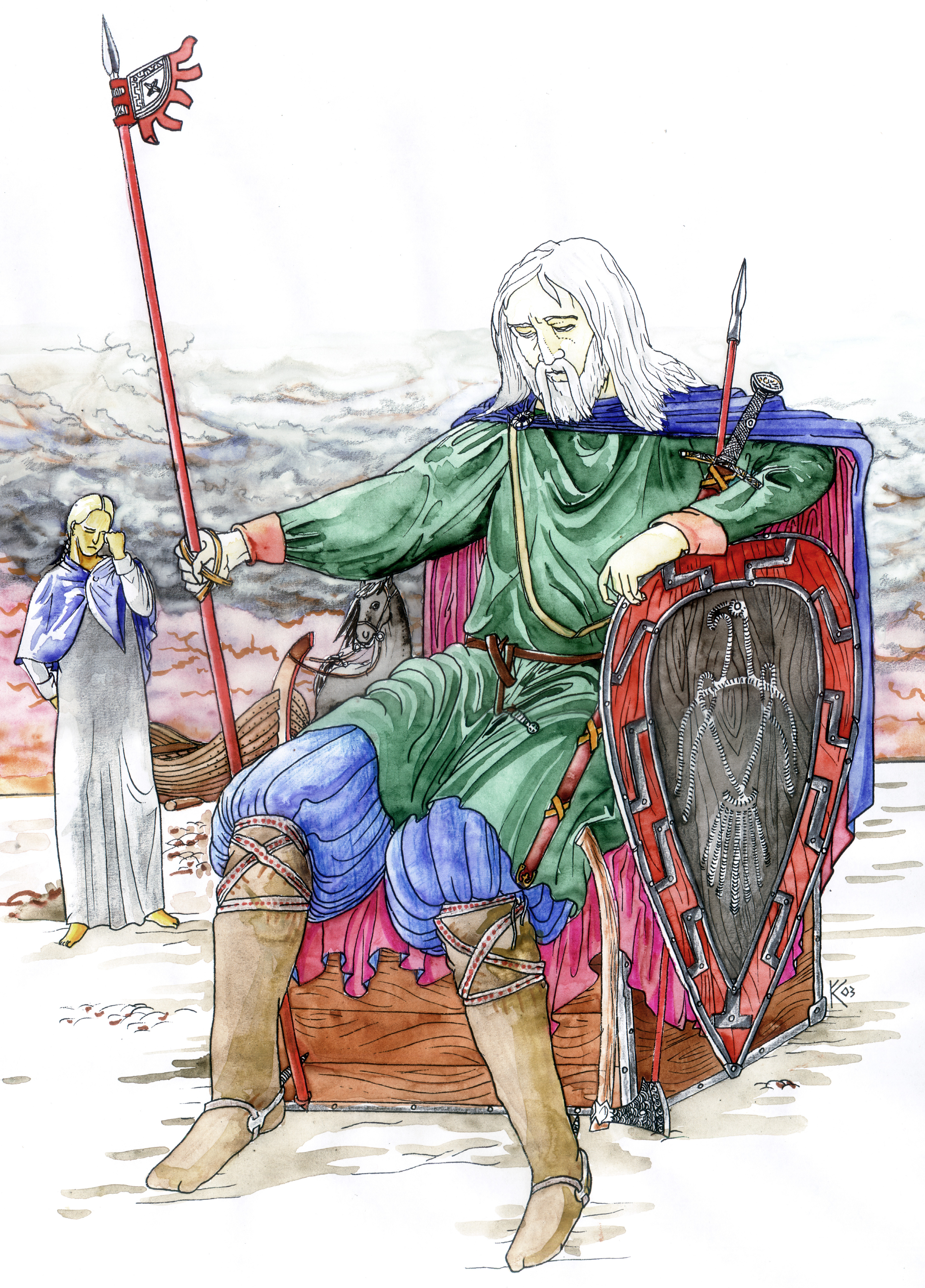
Убор дружинного князя сер. XI в., характерный для обитателей Янтарного берега. Найден и реконструирован В. И. Кулаковым

### Возникновение поселения
На территории Зеленоградска возникла деревня прусских рыбаков прусск. Pillkoppen (досл. «Прибрежное городище»), на месте которой в 1282 году появилось селение прусск. Kranta-Krug (смешанное прусско-немецкое «Трактир на берегу»). Оно обслуживало дорогу, ведущую из Кёнигсберга по Куршской косе до Клайпеды.
В 1283 году крестоносцы соорудили в нынешнем урочище Затон (в 1,5 км к юго-востоку от г. Зеленоградска) замок нем. Neuhaus (досл. «Новый дом»). В песке на берегу Куршского залива и сейчас можно разыскать дубовые брёвна фундамента этого орденского замка.
В XVI веке, недалеко от руин замка, возникла таможенная станция, рядом с которой вскоре появилась таверна под названием Glomsack, погибшая при пожаре около 1813 года.

### Возникновение и развитие курорта
В 1816 году решением земельного министра и политического деятеля графа Теодора фон Шён в Кранце открыли морской курорт. В этот год здесь создали первую курортную инфраструктуру: мужскую и женскую купальни. В первый год своего существования курорт принял 35 гостей, постоянное население самого посёлка к тому времени составляло примерно 300 жителей. 
Популярность курорта постепенно росла, в частности, в 1829 г. его посетил известный польский поэт Адам Мицкевич. В 1844 году Кранц получил статус королевского курорта. Менее чем за полвека на курорте появились многочисленные пансионаты, санатории, отели и модные частные дома. Развитию также способствовала первая железнодорожная ветка, связавшая курорт с Кёнигсбергом в 1885 году. Как результат, приток отдыхающих существенно увеличился.

Кранц в конце XIX — начале XX века
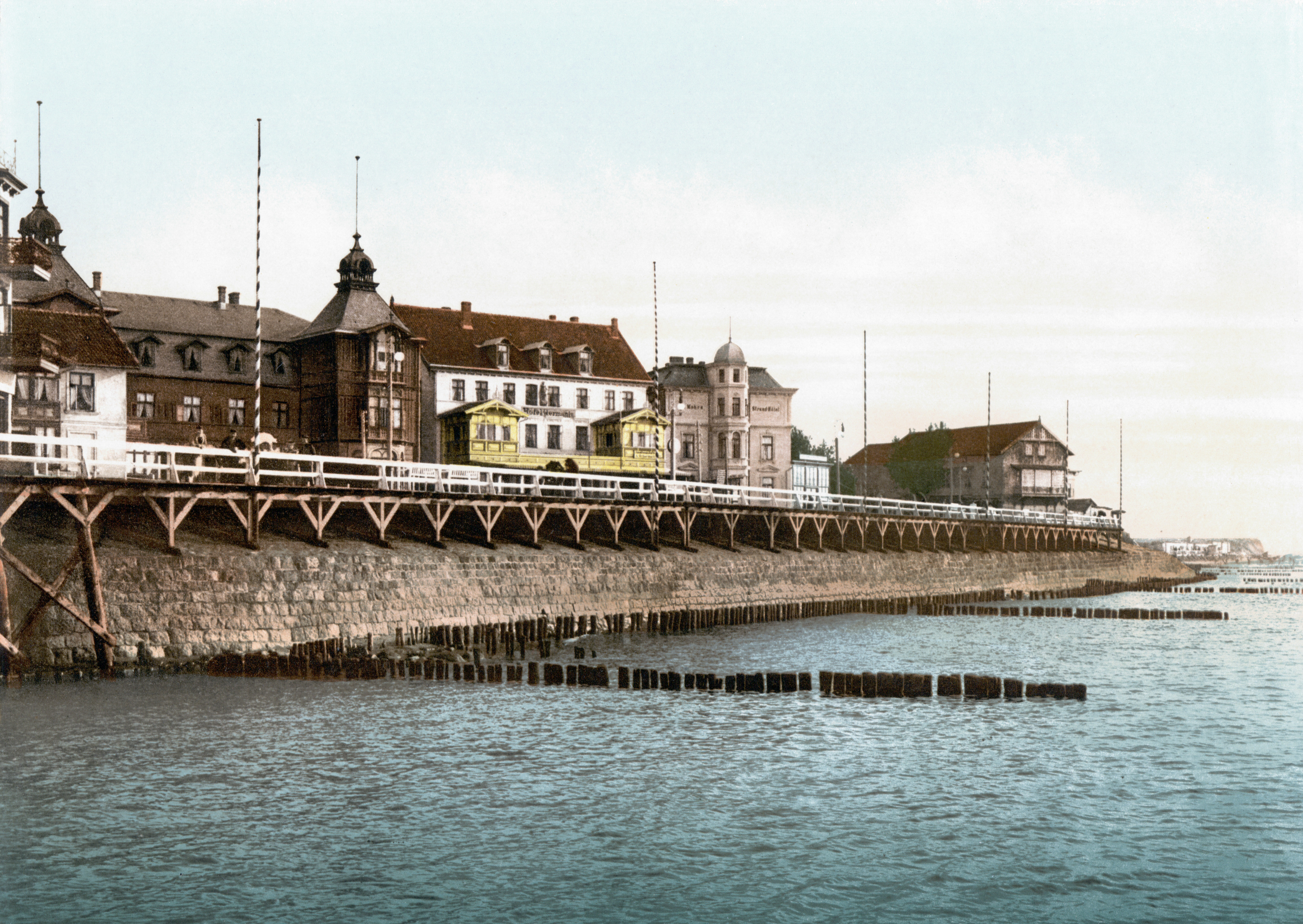
Набережная близ отеля «Germanin»
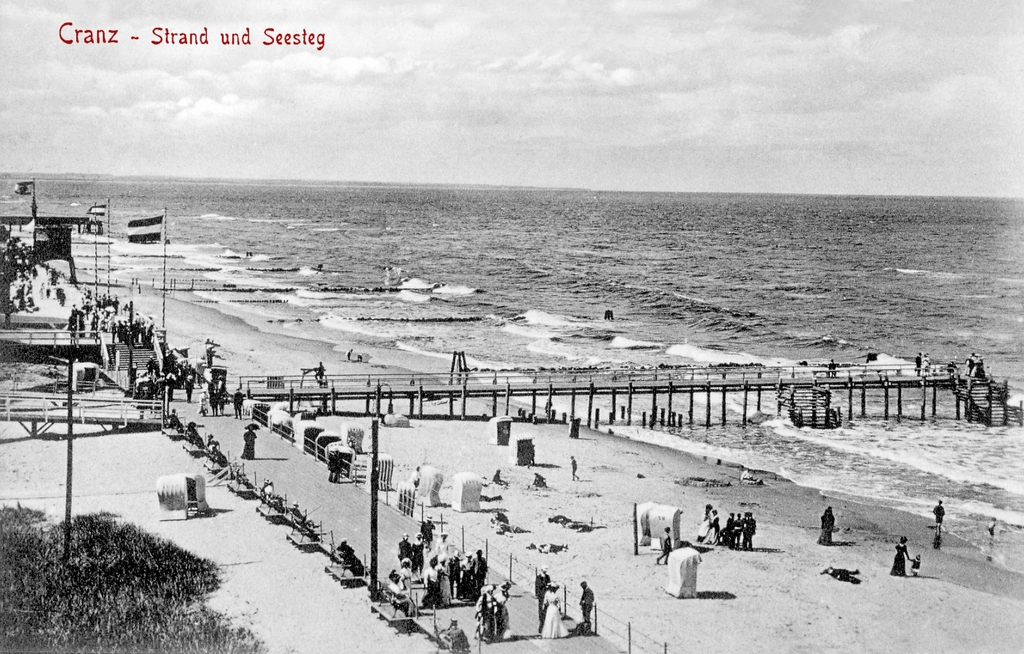
Пляж
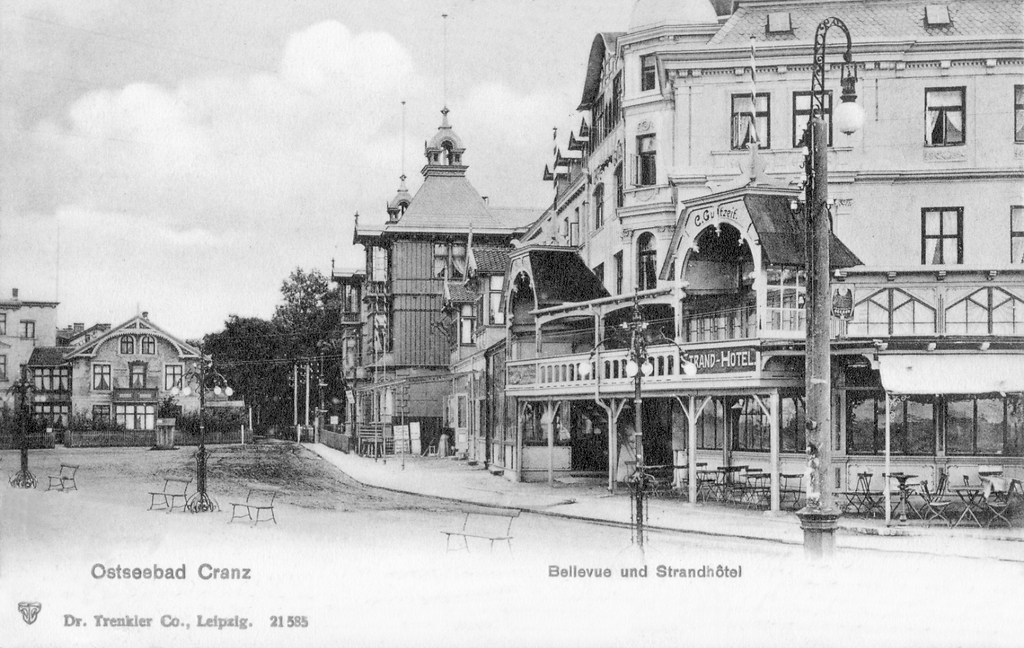
Гостиница
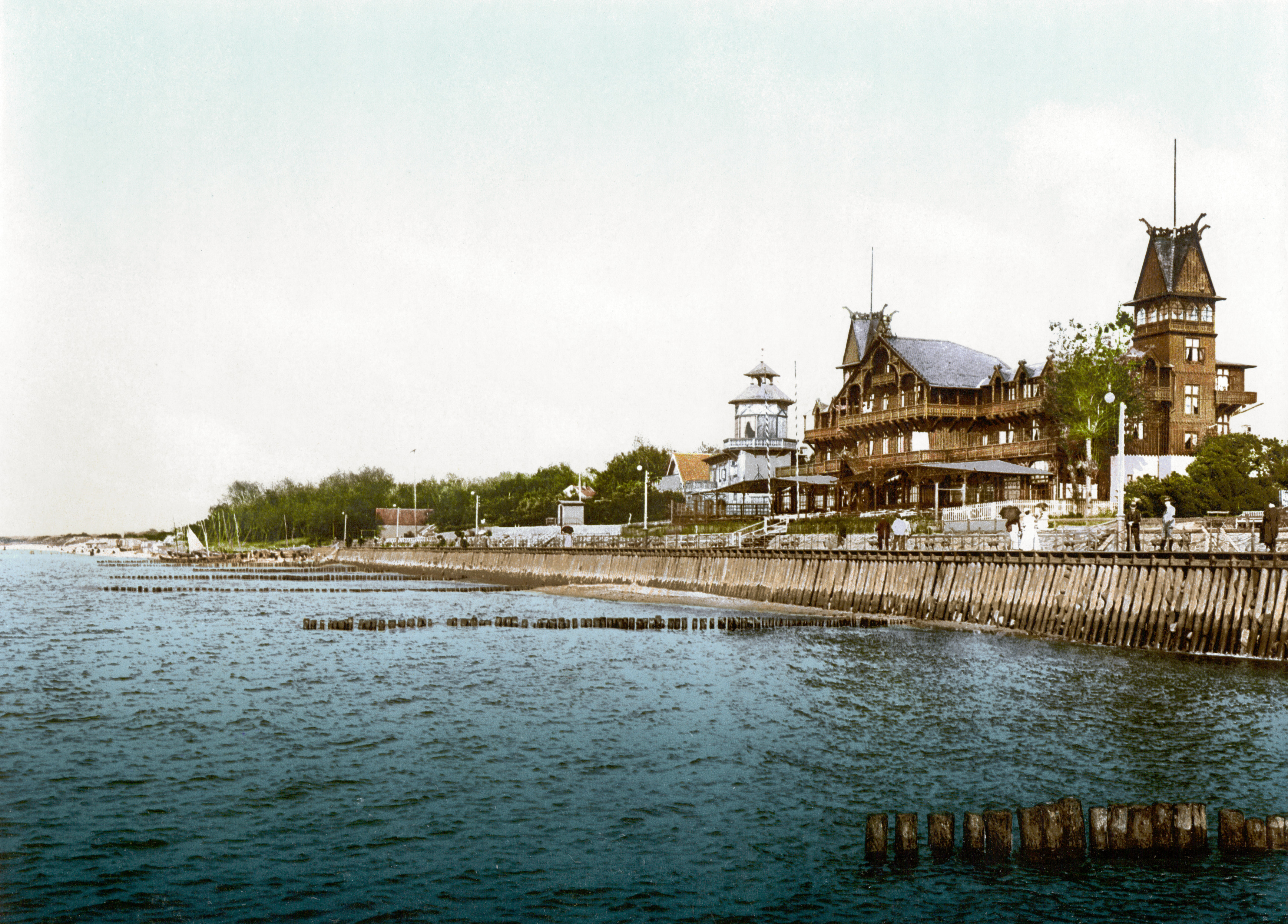
Женская купальня

### Город после Второй мировой войны
4 февраля 1945 года, во время Великой Отечественной войны, поселок Кранц заняла советская Красная армия в ходе Восточно-Прусской операции. На Куршской косе велись ожесточённые бои, но сам Кранц практически не пострадал.
В районе поселка 18 апреля 1945 года погиб Герой Советского Союза гвардии лейтенант Ткаченко Иван Филиппович, похоронен в воинской братской могиле (ул. Московская).
В 1947 году, после присоединения Кёнигсбергской области к РСФСР (в результате Потсдамского соглашения 1945 года) и переименования Кёнигсберга в Калининград, Кранц был переименован в Зеленоградск. В 1947-м году поселку был присвоен статус города.

## Герб
Неофициальный герб разделён на две части, на верхней части были изображены коричневые рога лося на золотом фоне, на нижней — серебряная камбала на лазурном фоне.
Современный герб города (авторство Г. Лерман) утверждён решением городского Совета депутатов 22 апреля 2011 года и во многом повторяет прежний (неофициальный), но вместо рогов на нём размещён дубовый венок.

## Климат
Климат умеренный, переходный от морского к континентальному. Зима мягкая (средняя температура января −3 °C). Лето умеренно теплое (средняя температура июля +17 °C). Средняя температура воды в море летом от 16,5 до 17 °C, но доходит и до 21-22 °C. Осадков около 800 мм в год, преимущественно летом. Число часов солнечного сияния около 2000 в год.

## Население
| 1959    | 1970    | 1979    | 1989    | 1996    | 1998    | 2000    | 2001    | 2002    | 2005    |
| ------- | ------- | ------- | ------- | ------- | ------- | ------- | ------- | ------- | ------- |
| 6866    | ↗9172   | ↗9781   | ↗10 786 | ↗11 600 | ↗12 200 | ↗12 400 | ↘12 300 | ↗12 509 | ↘12 300 |
| 2006    | 2007    | 2008    | 2009    | 2010    | 2011    | 2012    | 2013    | 2014    | 2015    |
| →12 300 | ↘12 200 | ↘12 100 | ↘12 070 | ↗13 026 | ↘13 000 | ↗13 043 | ↗13 155 | ↗13 592 | ↗14 308 |
| 2016    | 2017    | 2018    | 2019    | 2020    | 2021    | 2023    | 2025    |         |         |
| ↗14 830 | ↗15 493 | ↗15 644 | ↗15 946 | ↗16 536 | ↗16 625 | ↗17 133 | ↘17 085 |         |         |

На 1 января 2025 года по численности населения город находился на 723-м месте из 1124 городов Российской Федерации.
Национальный состав
По итогам переписи населения 2020 года проживали следующие национальности (национальности менее 0,1 % и другое, см. в сноске к строке «Другие»):
| Национальность | Численность, чел. | Доля     |
| -------------- | ----------------- | -------- |
| Русские        | 14 292            | 85,97 %  |
| Украинцы       | 243               | 1,46 %   |
| Белорусы       | 217               | 1,31 %   |
| Армяне         | 115               | 0,69 %   |
| Татары         | 78                | 0,47 %   |
| Азербайджанцы  | 66                | 0,40 %   |
| Литовцы        | 50                | 0,30 %   |
| Немцы          | 41                | 0,25 %   |
| Узбеки         | 34                | 0,20 %   |
| Евреи          | 18                | 0,11 %   |
| Другие         | 1471              | 8,84 %   |
| Итого          | 16 625            | 100,00 % |

## Достопримечательности

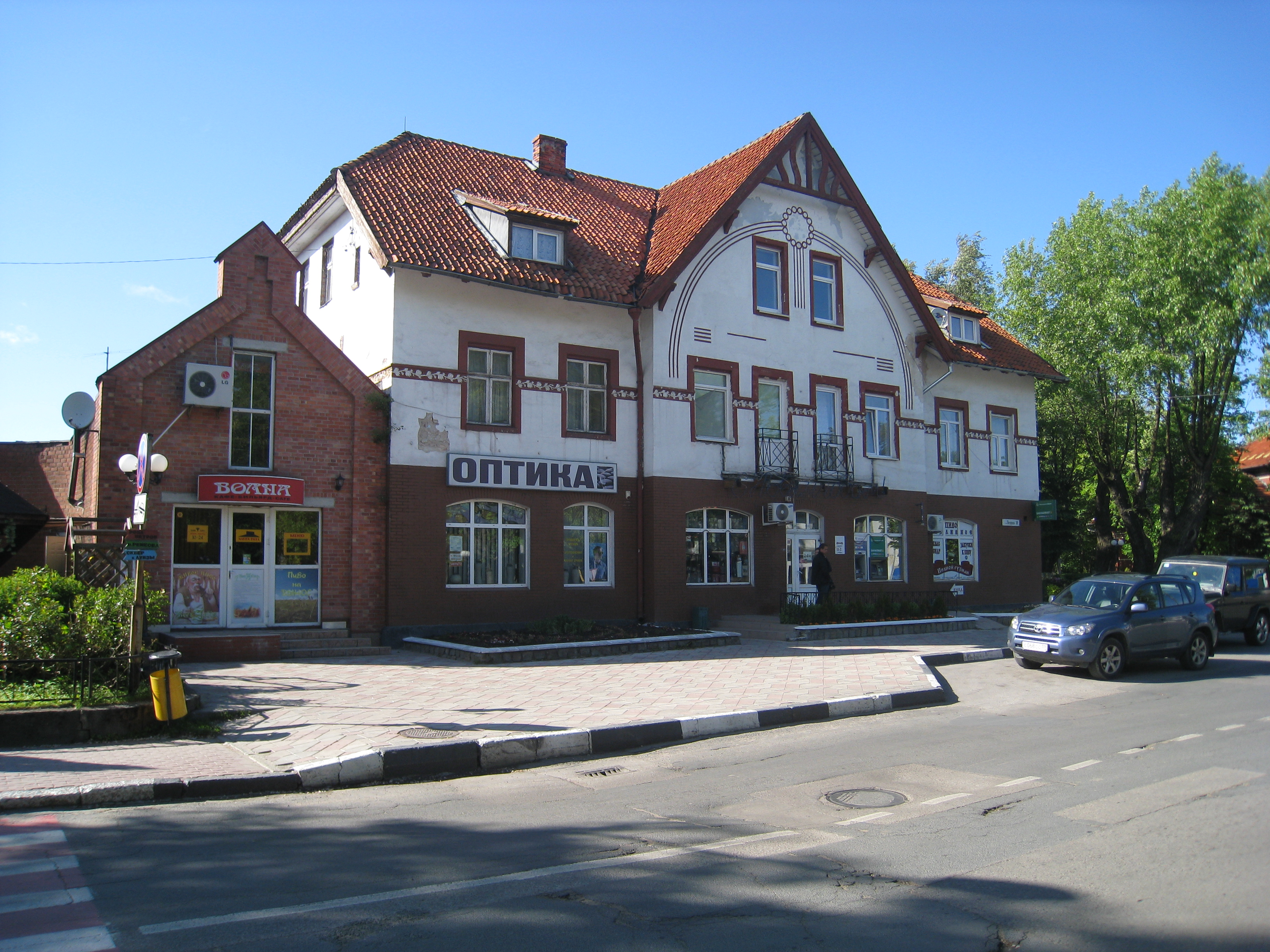
Магазин на улице Ленина.
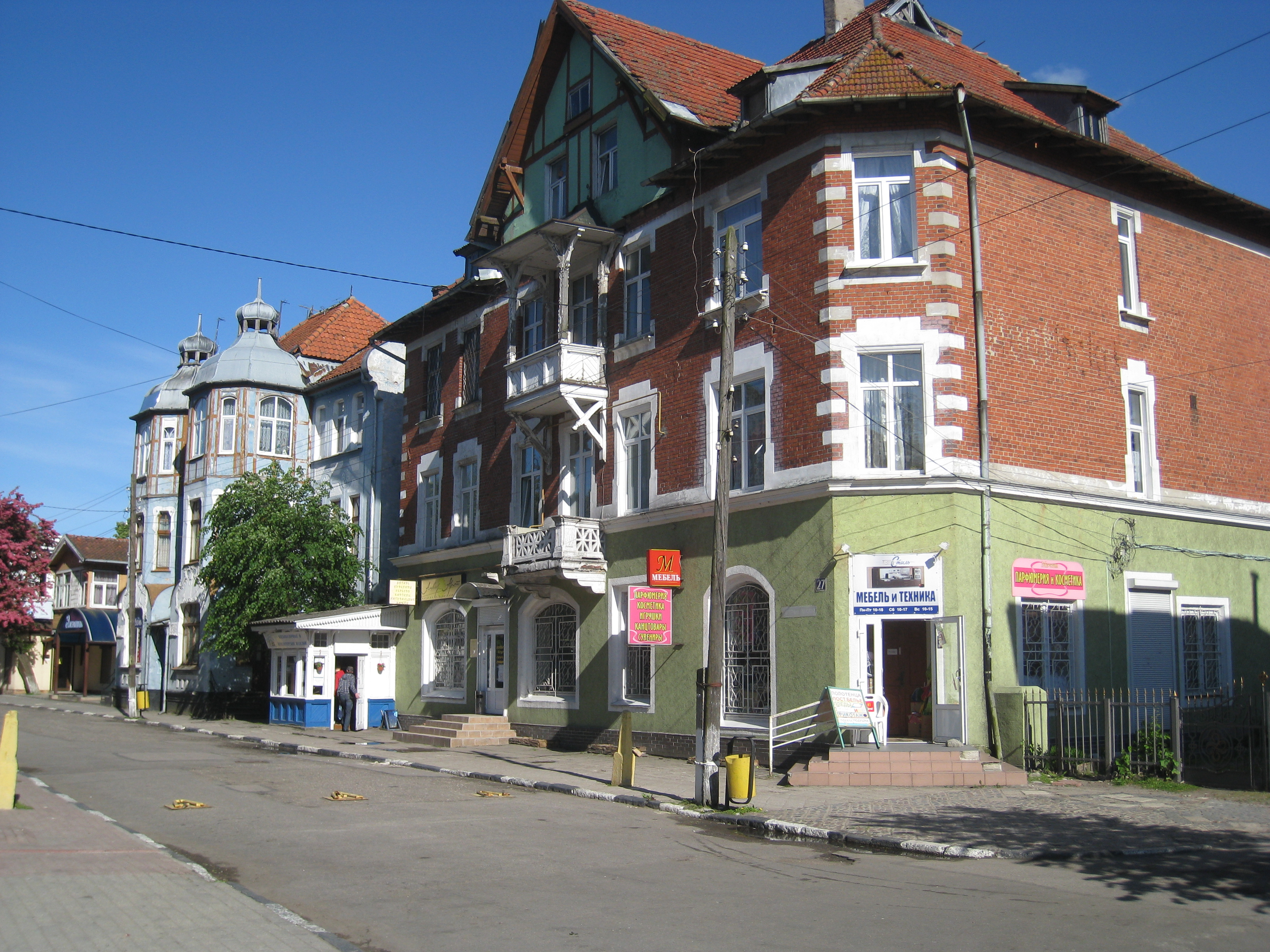
Курортный проспект.
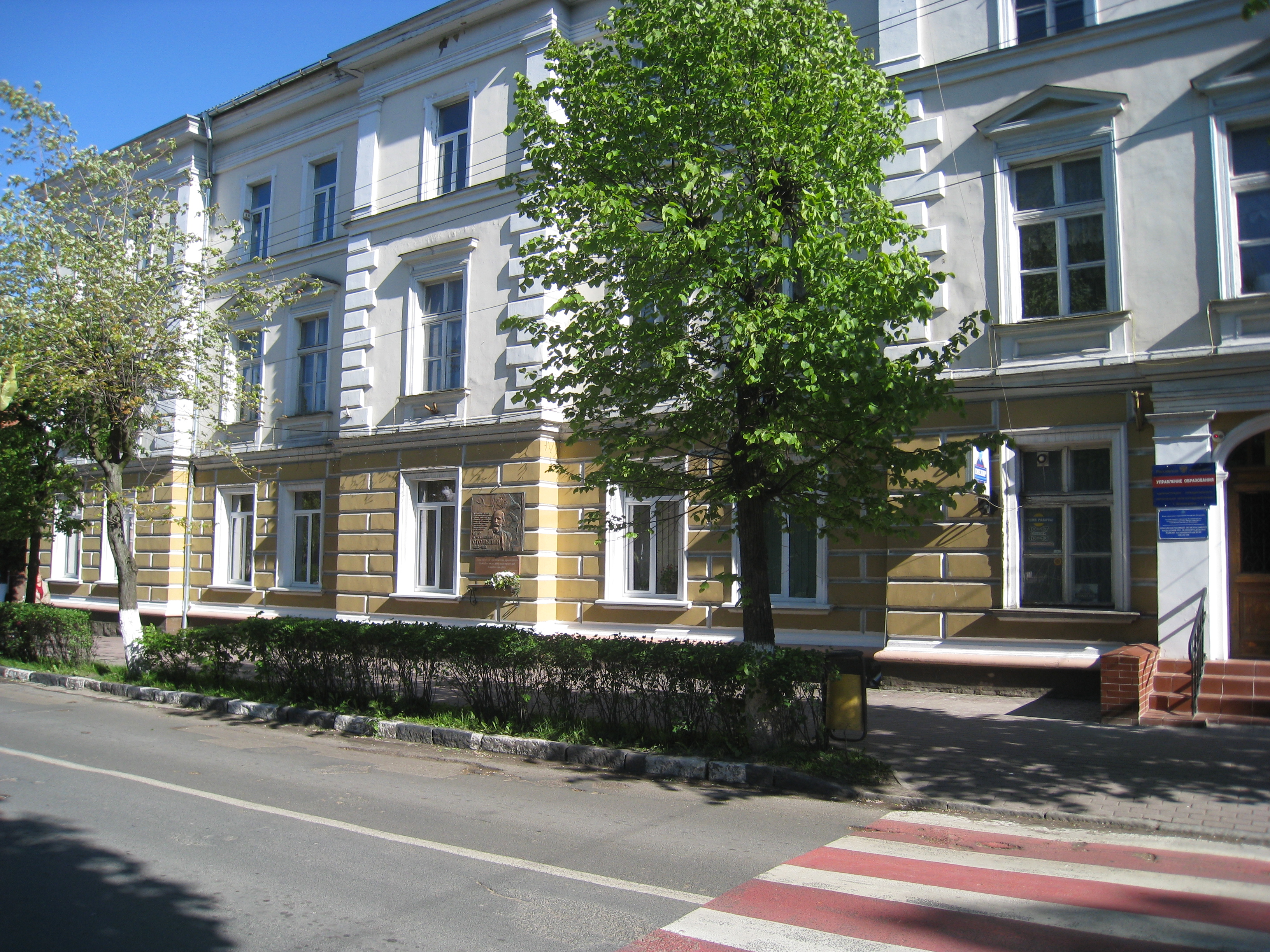
Городская библиотека.
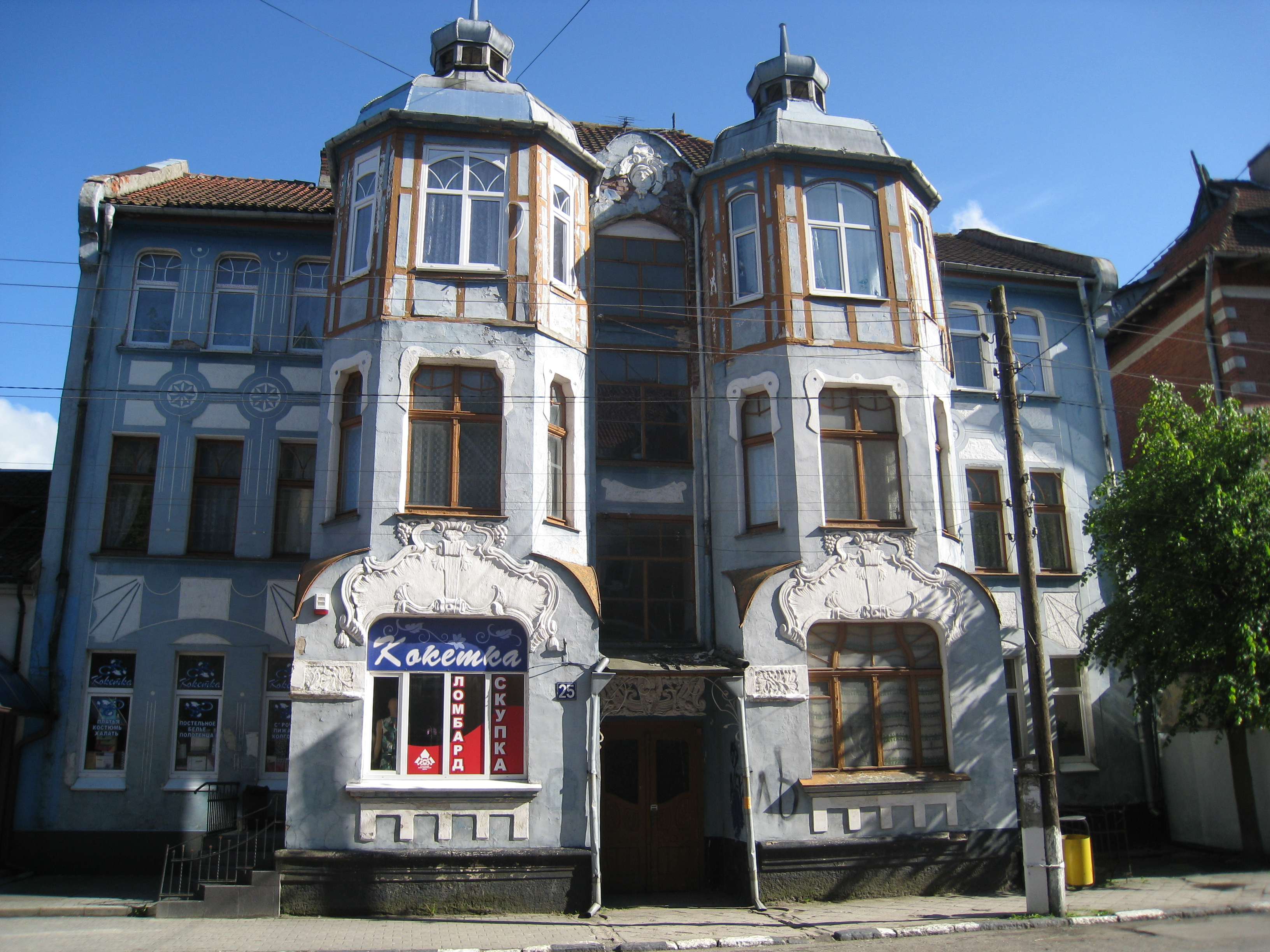
Здание на Курортном проспекте.
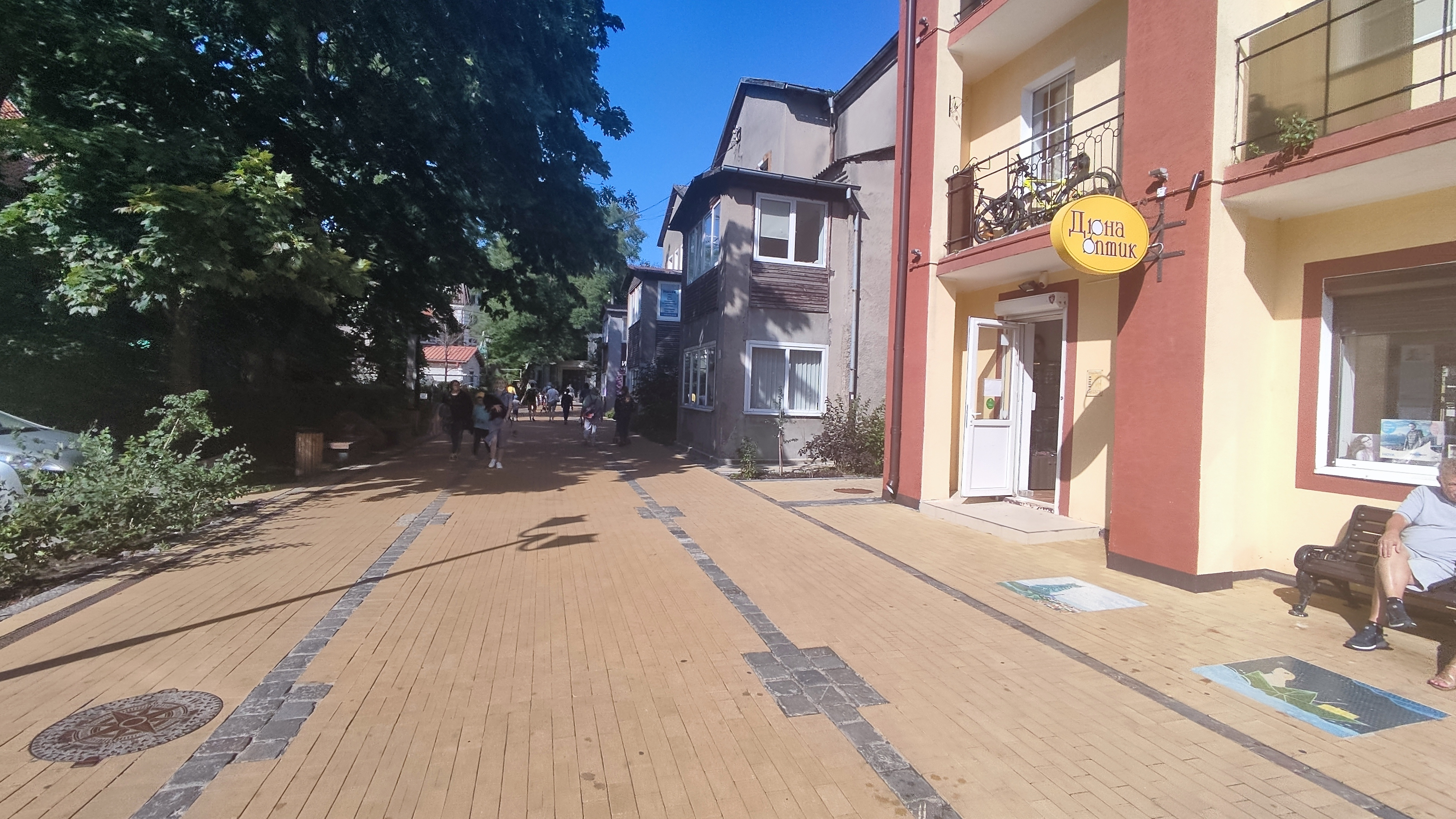
Улица Володарского

### Места отдыха
Достопримечательностями курорта являются красивая морская набережная, городской променад с протяжённым пляжем, 150-метровый пирс и большой парк, который за городом сливается с большим сосновым бором. От окраины города начинается национальный парк Куршская коса, включённый в список памятников природы ЮНЕСКО.
Тихий приморский городок несколько скромнее соседнего курорта Светлогорск. Расположен не на высоком берегу, а на пологих склонах дюн, располагает к спокойному семейному отдыху, хотя имеются места и для молодёжи, в том числе неофициальный нудистский пляж. У моря можно загорать даже в ветреный день, укрывшись среди небольших песчаных холмов в районе так называемой «сковородки».

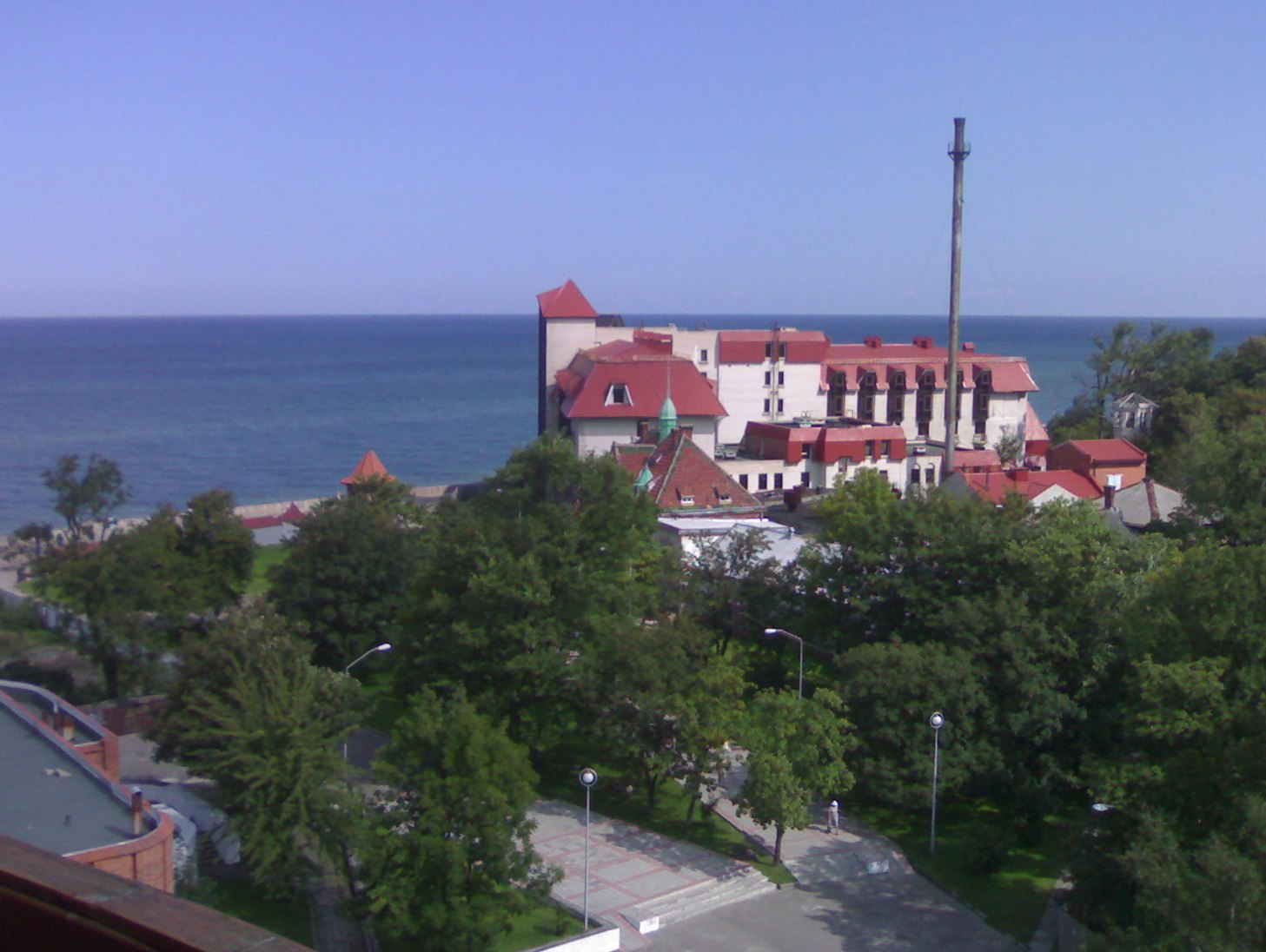
Вид на берег Балтийского моря из зеленоградского санатория «Чайка»
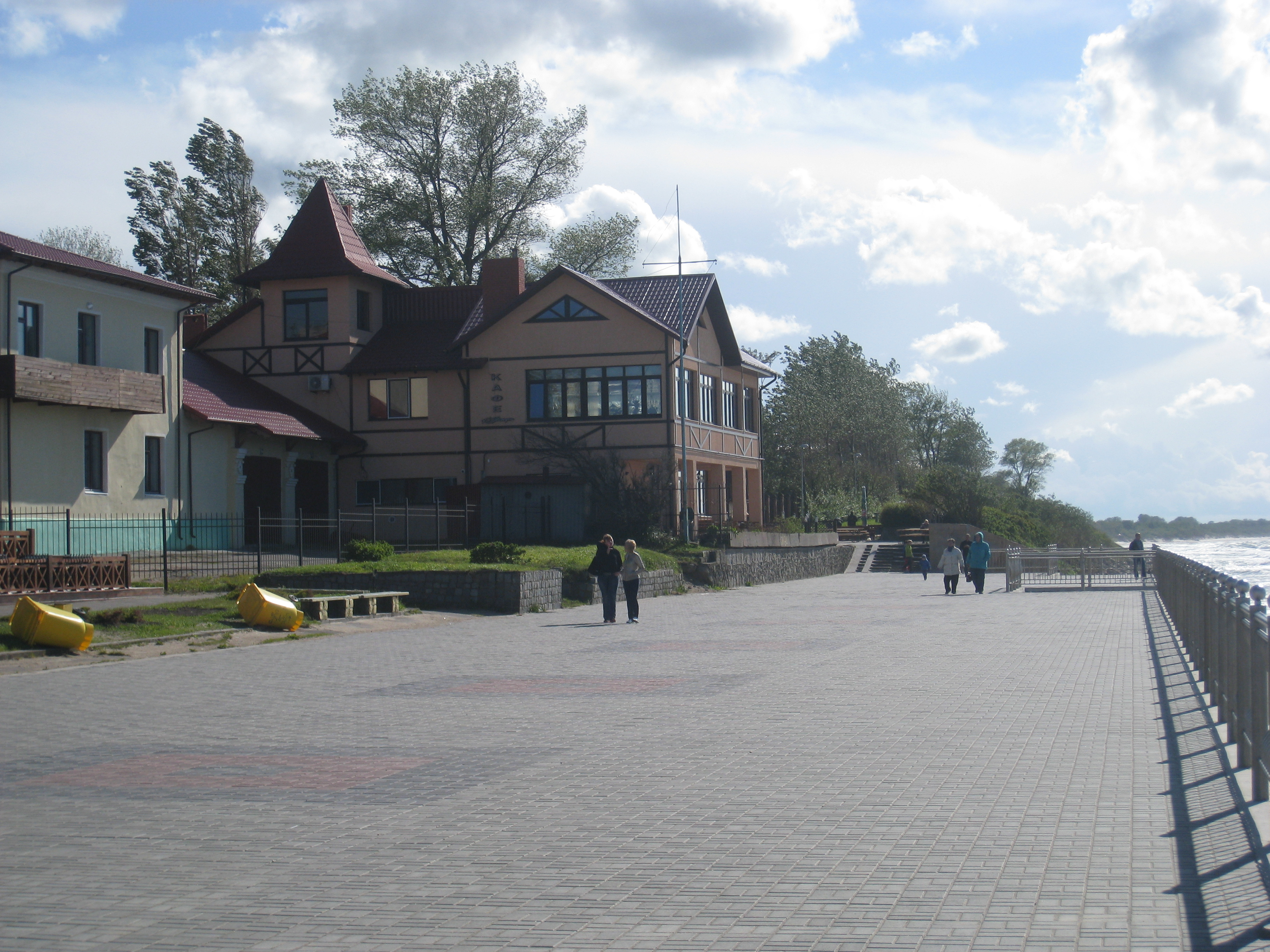
Набережная.
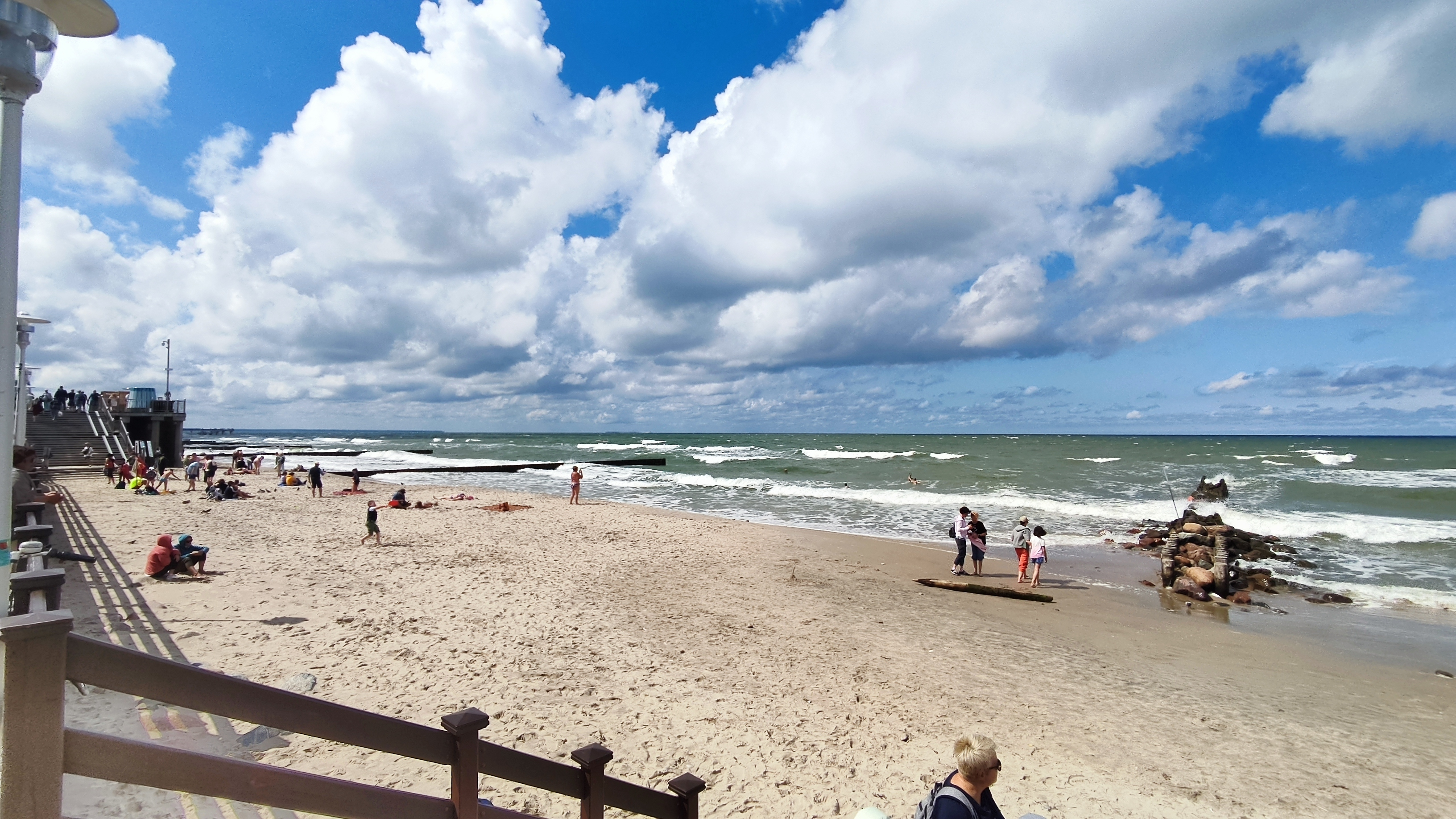
Пляж во время штормового ветра
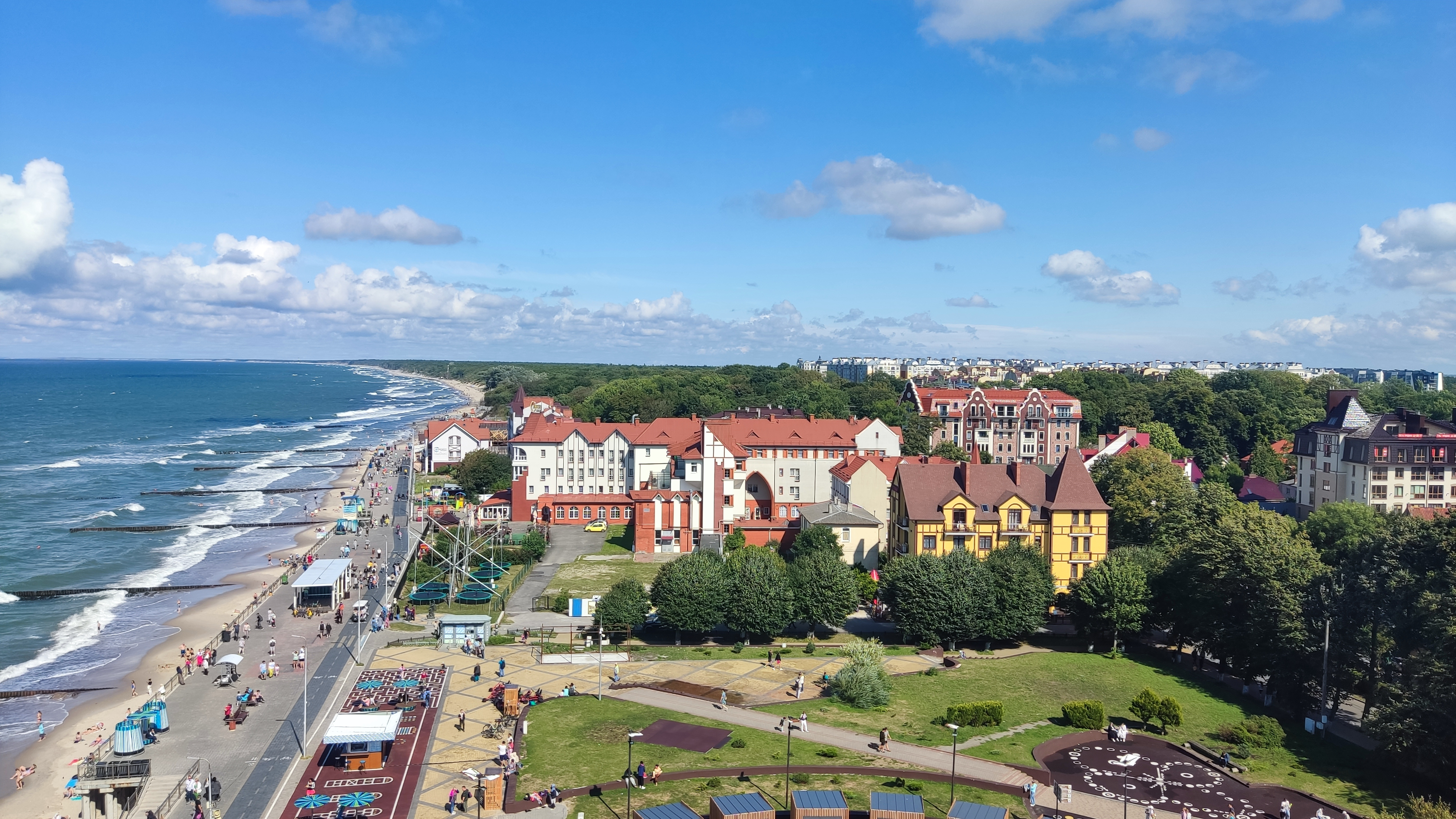
Вид на пляж и прибрежную зону с колеса обозрения

Зеленоградск — популярное место кратковременного отдыха жителей Калининграда. Пляж покрыт мелким светлым песком, переходящим в небольшие приморские дюны. Рельеф дна моря у побережья пологий, ровный. В Зеленоградске, в отличие от другого курорта Светлогорска, нет крутых спусков и подъёмов, что удобно для страдающих заболеваниями сердца, органов дыхания и опорно-двигательного аппарата. Есть у города и своя минеральная вода, которая так и называется — «Зеленоградская».
Для детского отдыха в Зеленоградске сохранилась сеть детских оздоровительных лагерей. В городе функционирует физкультурно-оздоровительный комплекс, открытый в 2014 году, в котором имеются залы для игровых, силовых видов спорта, спортивных единоборств, аэробики, хореографии, фитнеса, а также 2 бассейна: один для опытных пловцов, второй — для начинающих. Одновременно комплекс могут посещать 130 человек.

### «Город кошек»

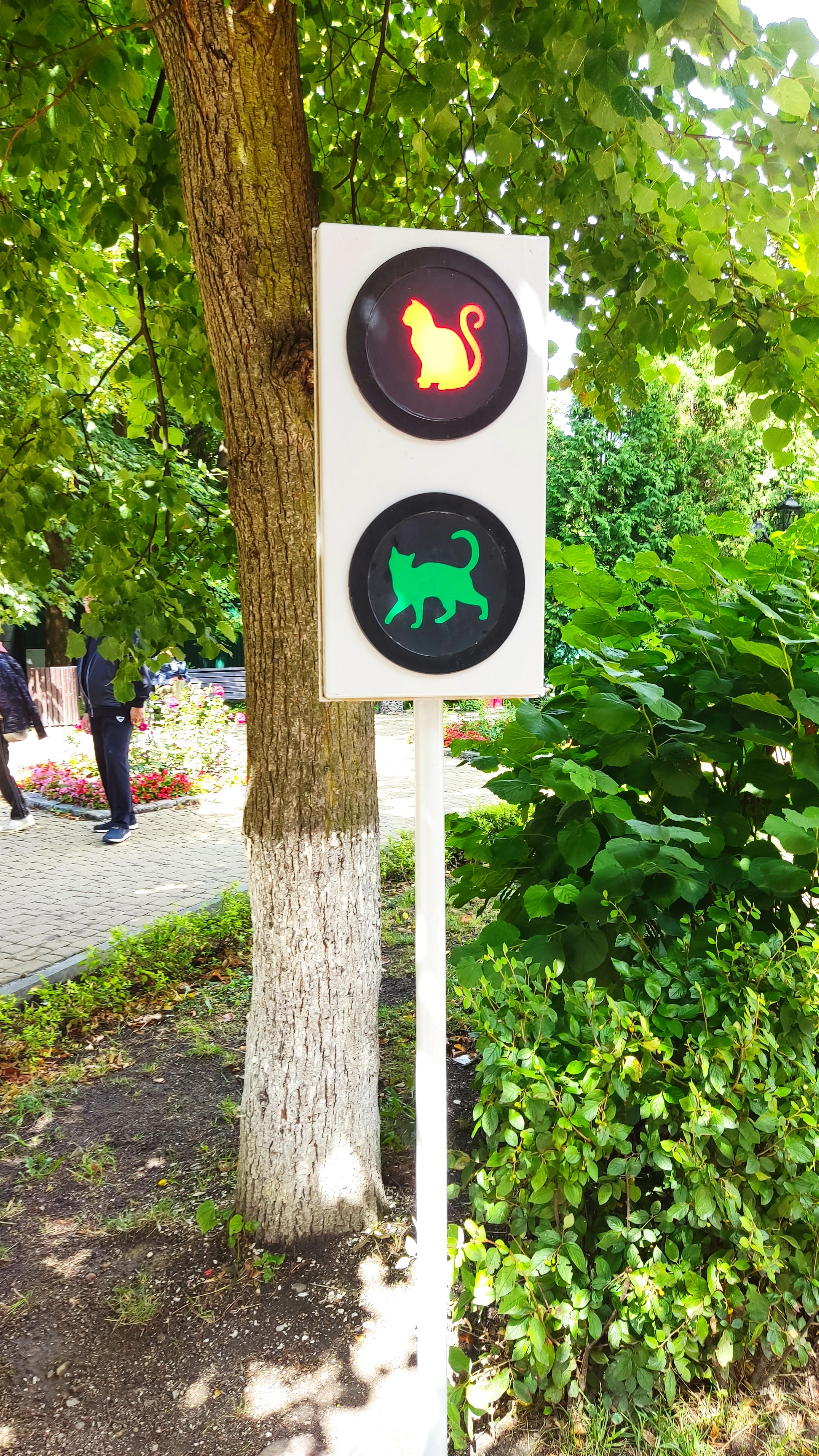
«Кошачий светофор» на Курортном проспекте

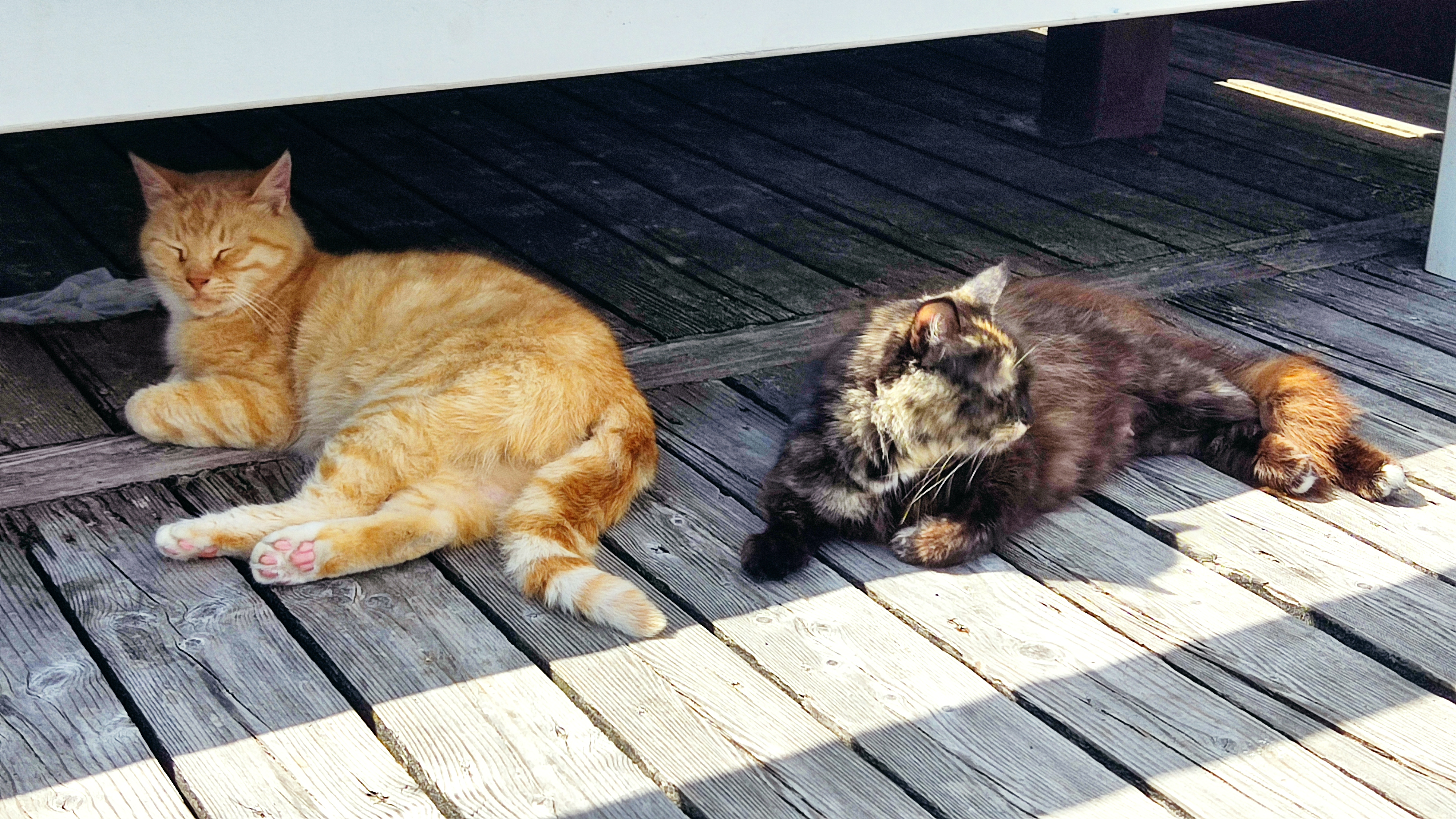
Зеленоградские кошки

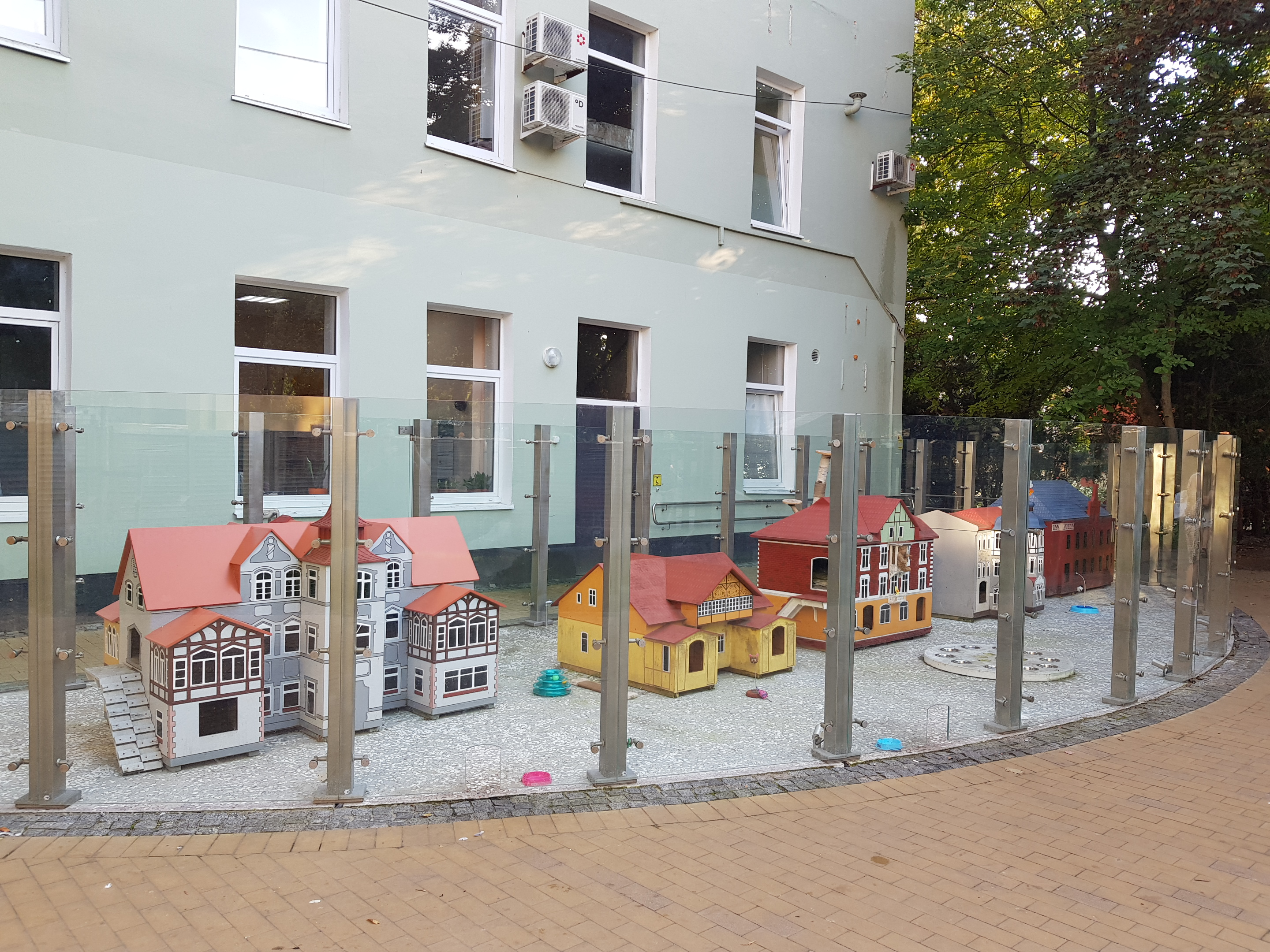
Дома для кошек

Опираясь на успех музея «Мурариум», находящегося в старой водонапорной башне Зеленоградска, в 2010-х годах городские власти стали использовать «кошачью» тему для создания образа города и повышения его туристической привлекательности. Кошки стали неофициальным символом Зеленоградска: им посвящены скульптуры, уличные рисунки, арт-объекты. Многие городские объекты, такие как доски объявлений и скамейки, стилизованы с использованием образов кошек. 
Городской администрацией в 2018 году введена должность «котошефа» — в его обязанности входит кормление и уход за котами в городском сквере, где проживает много кошек и стоят домики для них с подогревом. Деньги на корм для кошек выделяются администрацией города и волонтёрами. Также установлены автоматы по продаже кошачьего корма для туристов, желающих покормить животных. 
Активистами предпринимались попытки поместить кота на официальный герб Зеленоградска, однако эта инициатива не была поддержана властями региона.
Имидж Зеленоградска как «города кошек» имеет и обратную сторону: в город начали свозить брошенных кошек и котят. Это создаёт проблему появления большого количества бродячих животных, на стерилизацию и обустройство которых у администрации и волонтёров не хватает ресурсов. Привозимые кошки зачастую больны, что создаёт угрозу распространения инфекций.

### Культовые сооружения

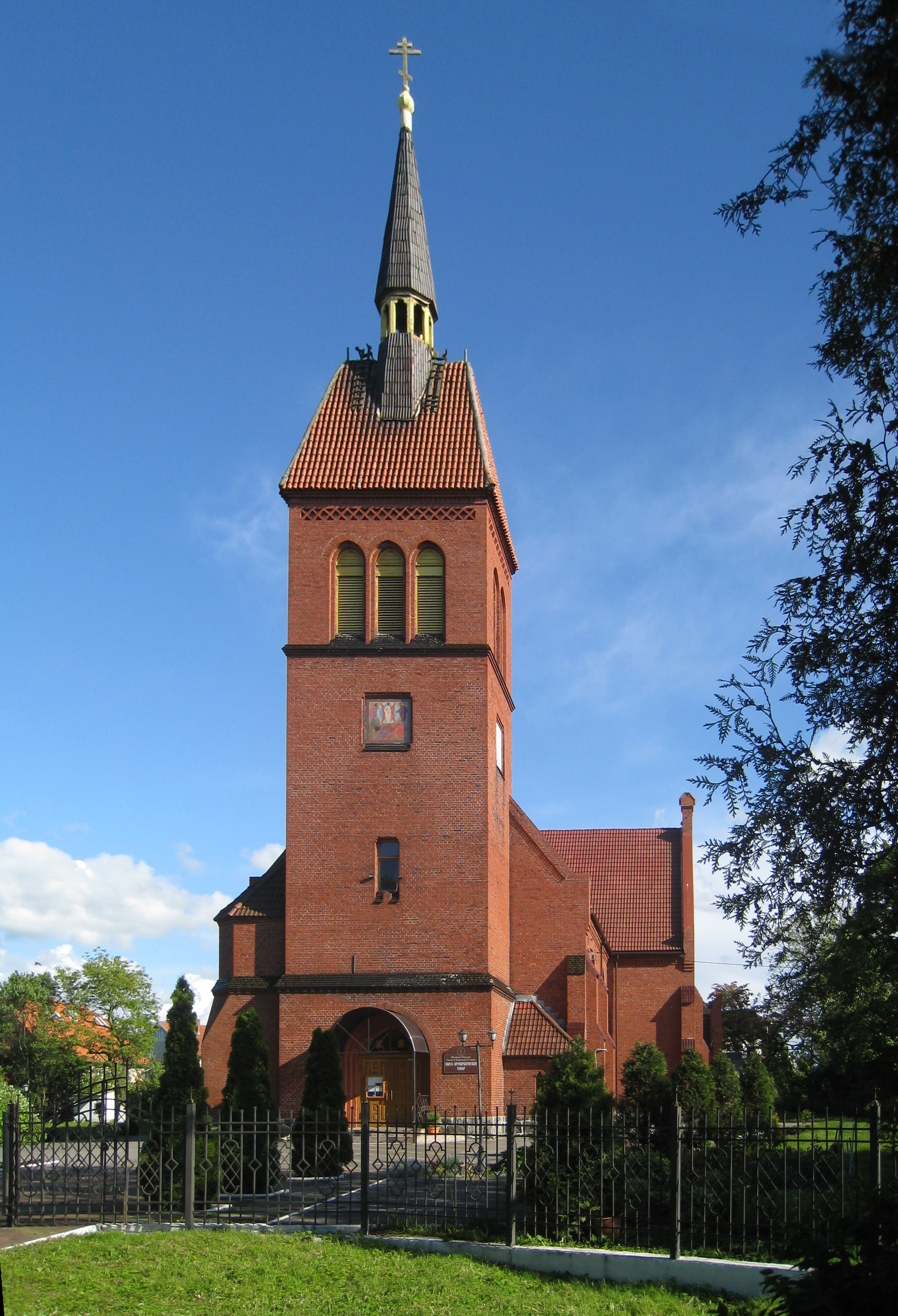
Спасо-Преображенский собор, ранее кирха св. Адальберта

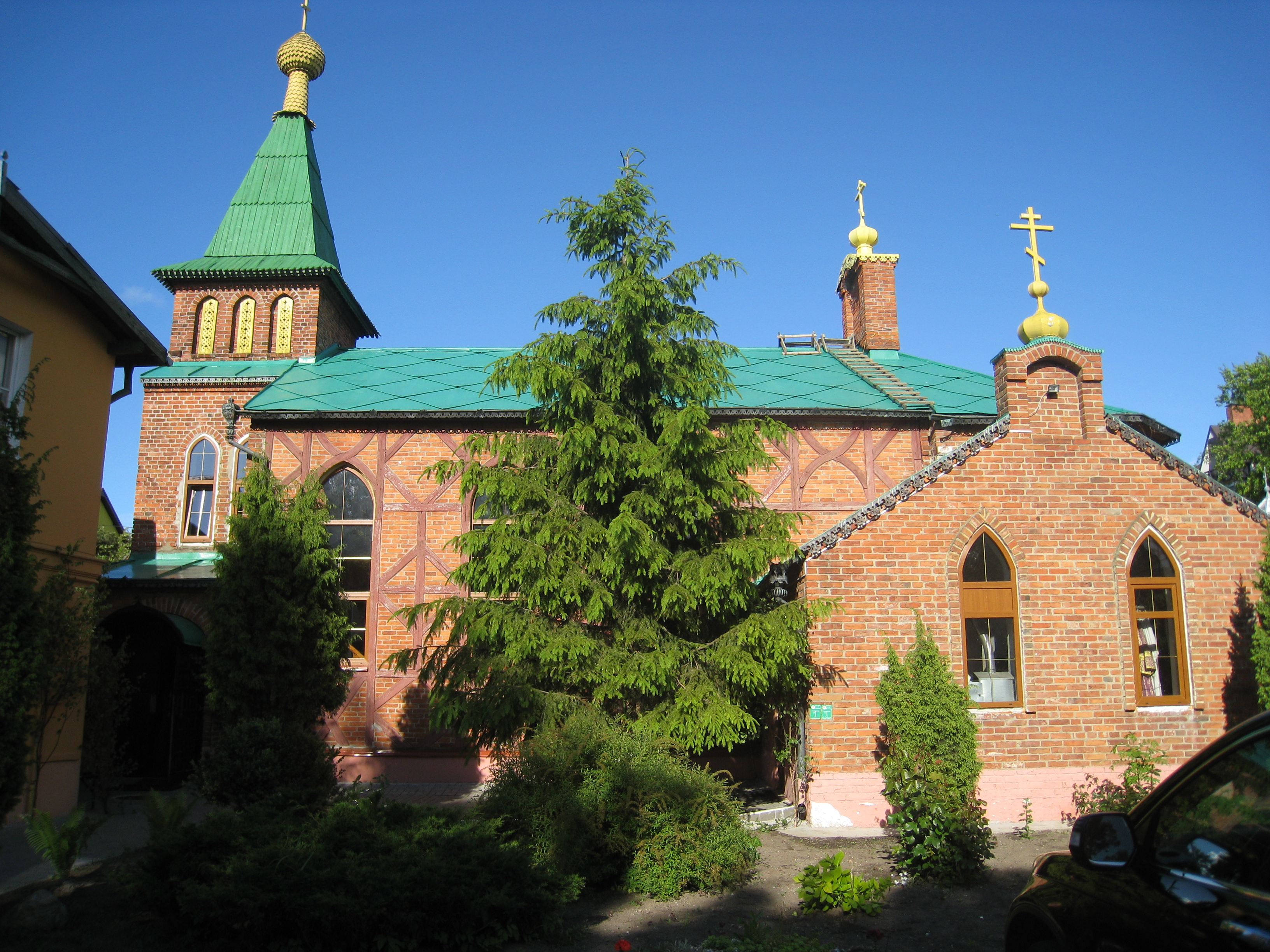
Храм Святого Андрея Первозванного, ранее часовня Андреаса

В Зеленоградске действуют два православных храма и воскресная школа. Первый православный храм города был открыт в 1998 году и освящён во имя Андрея Первозванного. Андреевский храм располагается в здании бывшей католической капеллы святого Андрея. Несколько позже был открыт Преображенский собор, расположенный в здании бывшей лютеранской кирхи св. Адальберта (St. Adalbertskirche). Специально для звонницы Преображенского собора в Воронеже отлили семь колоколов разного размера.

### Гражданская архитектура
Архитектурный облик Кранца сложился во второй половине XIX — первой половине XX века. Большинство зданий относится к югендстилю (немецкое течение модерна), также есть здания с элементами других стилей, например неоготики и неоклассицизма, что придаёт архитектуре города оттенок эклектичности.
Некоторые примечательные здания:

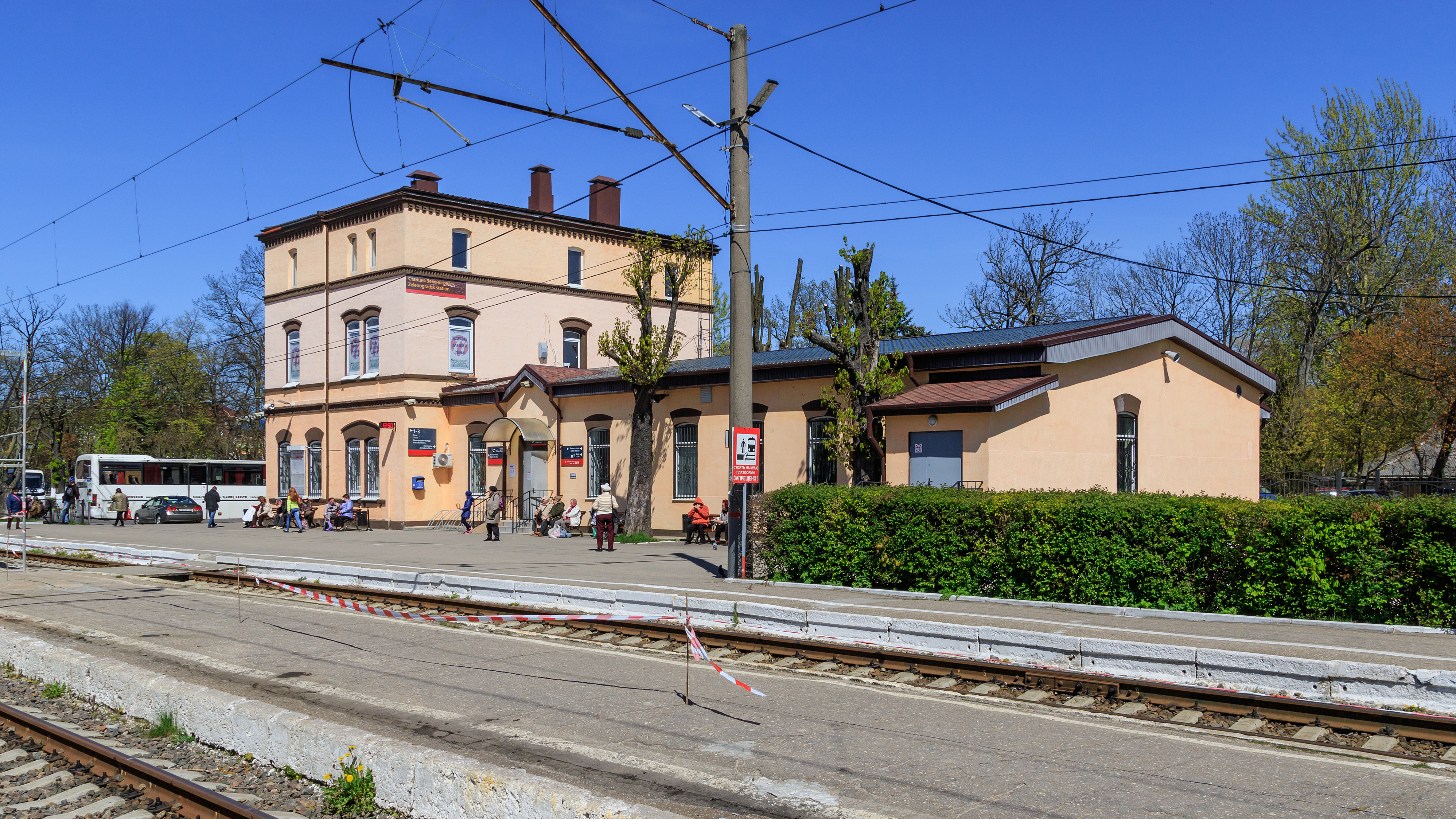
Вокзал в Зеленоградске.
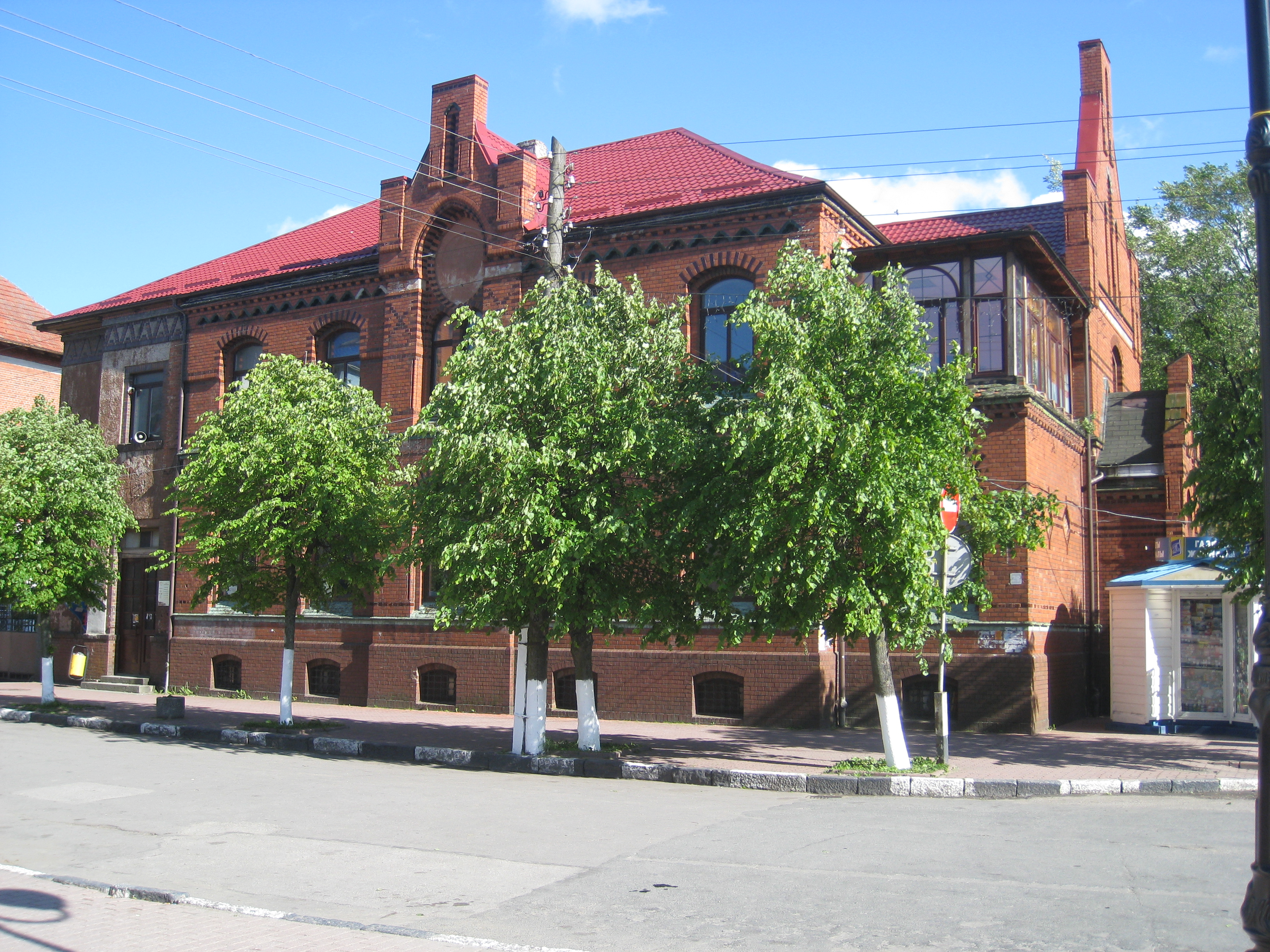
Бывший Почтамт.
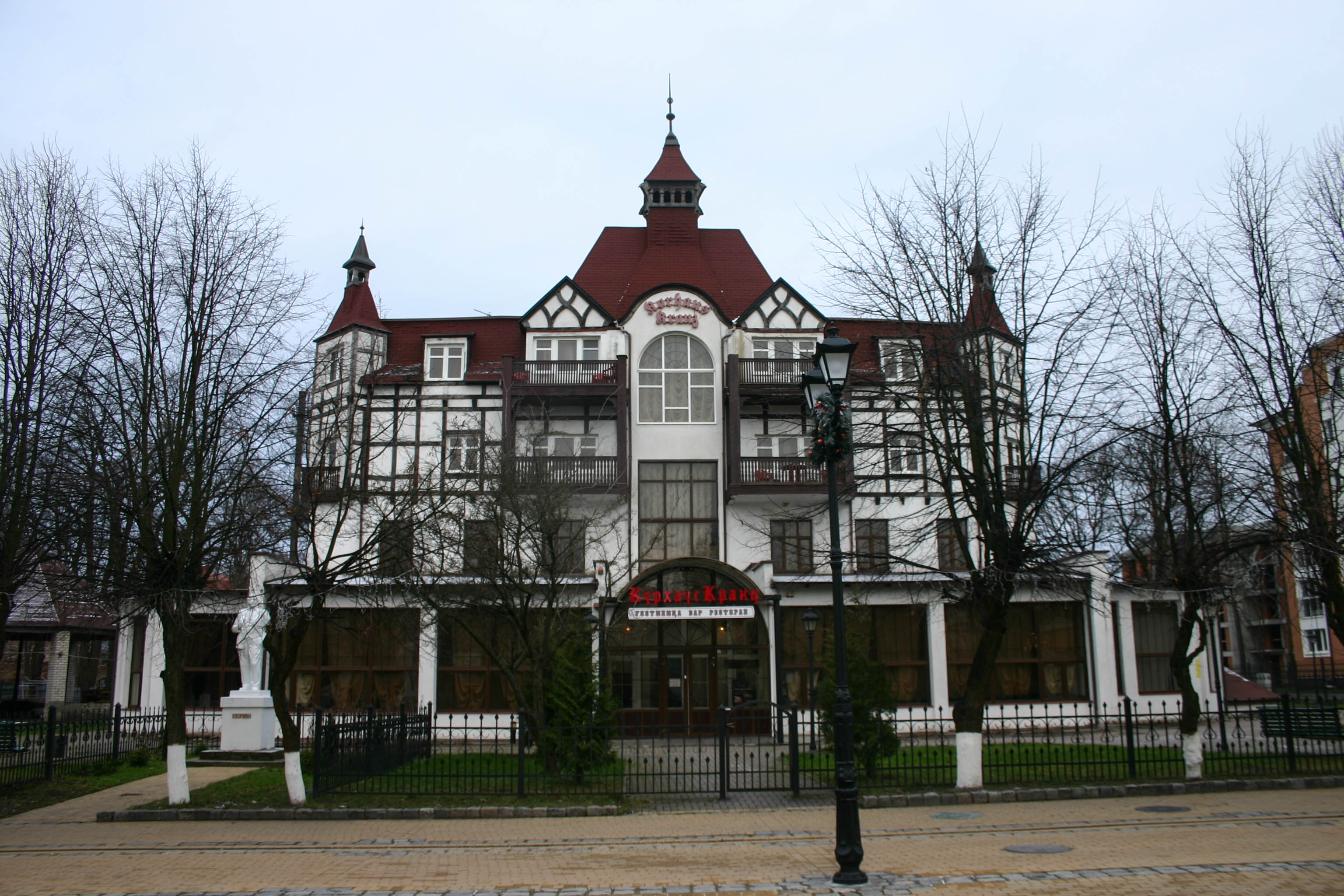
Здание бывшего курхауса
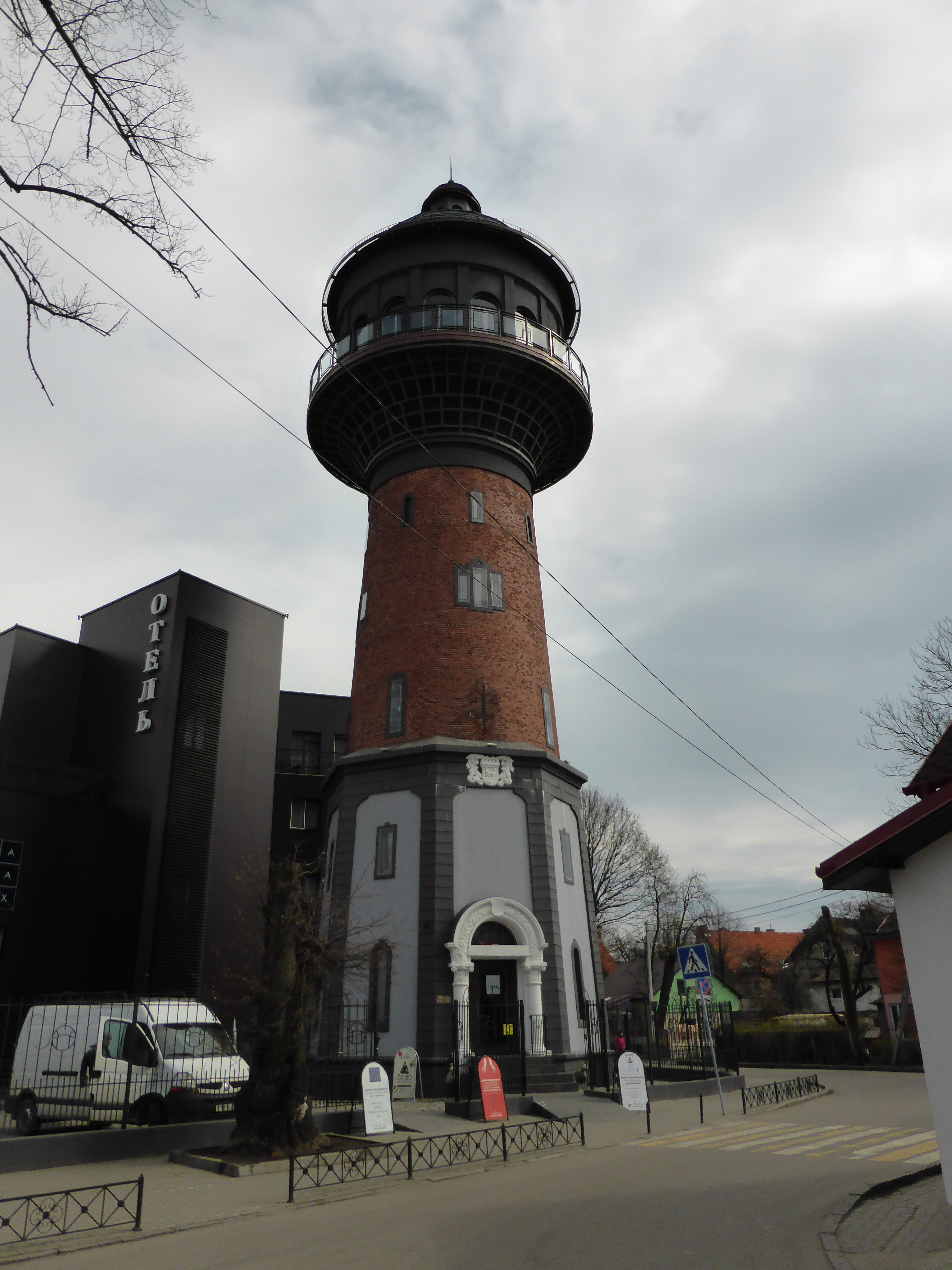
Водонапорная башня (1904 года).

- Железнодорожный вокзал был открыт вместе с железной дорогой 8 июля 1885 года. Здание вокзала почти не изменилось. Современный адрес — ул. Вокзальная, 2, старый — Банхофплац (Bahnhofplatz).
- Бывшее здание Администрации курорта Кранц. Кирпичное здание в стиле модерн, построенное в начале XX века. В немецкое время все туристы, прибывавшие в Кранц более, чем на три дня, должны были регистрироваться в администрации курорта и платить специальный взнос, который шёл на развитие и благоустройство курорта. Нынешний адрес — Променад, старый адрес — Корсо (Corso).
- Бывший почтамт. Краснокирпичное здание выстроено в стиле неоготики в начале XX века. Здание сохранилось практически в неизменном виде. Здесь были размещены сама почта, телеграф и служебная квартира почтмейстера. Сегодня является частной собственностью. Нынешний адрес — Курортный проспект, 29, старый адрес — Кёнигсбергштрассе, 29 (Königsbergstrasse 29).
- Бывший курхаус. Курхаусом называли главный отель какого-либо курорта. Кранцевский курхаус был построен в 1843 году, впоследствии сгорел и был восстановлен в стиле модерн. По состоянию на начало XXI века курхаус является частной собственностью. Он был восстановлен как гостиница. Нынешний адрес — Курортный проспект, 16, старый адрес — Кёнигсбергштрассе (Königsbergstrasse).
- Водонапорная башня — музей «Мурариум». Здание водонапорной башни является символом и доминантой курорта. Башня высотой в 40 м была построена в 1904 г. для водоснабжения Кранца и отличалась своеобразным куполом. После 1946 года не использовалась по назначению. Сейчас здесь находится музей «Мурариум», где располагается самая большая в России арт-коллекция кошек. В экспозиции музея более 4,5 тысяч предметов интерьера, украшений, картин и прочих занимательных вещей, собранных по всему миру[46].
- Вилла Макса Крелла. Здание, расположенное на ул. Ленина, д.6, построено в начале XX века. Принадлежало семье известного прусского юриста М. Крелла. Он долгое время являлся бургомистром Мемеля, был известным общественным деятелем но, отойдя от дел, переехал в Кранц, открыв нотариальную и адвокатскую контору. Вилла была построена по индивидуальному проекту, по силуэту напоминает русский терем, но с элементами готики в верхней части. Крыша покрыта глазурованной черепицей. Здание является объектом культурного наследия регионального значения. С 1947 года в доме находилась детская библиотека, с 2014 года — зеленоградский городской краеведческий музей. Музейные экспозиции, размещённые на площади 550 м², посвящены истории города и района с древних времён и до современности. В цокольном этаже краеведческого музея функционирует «Арт-подвал», в котором проходят художественные мастер-классы.

### Современные строения

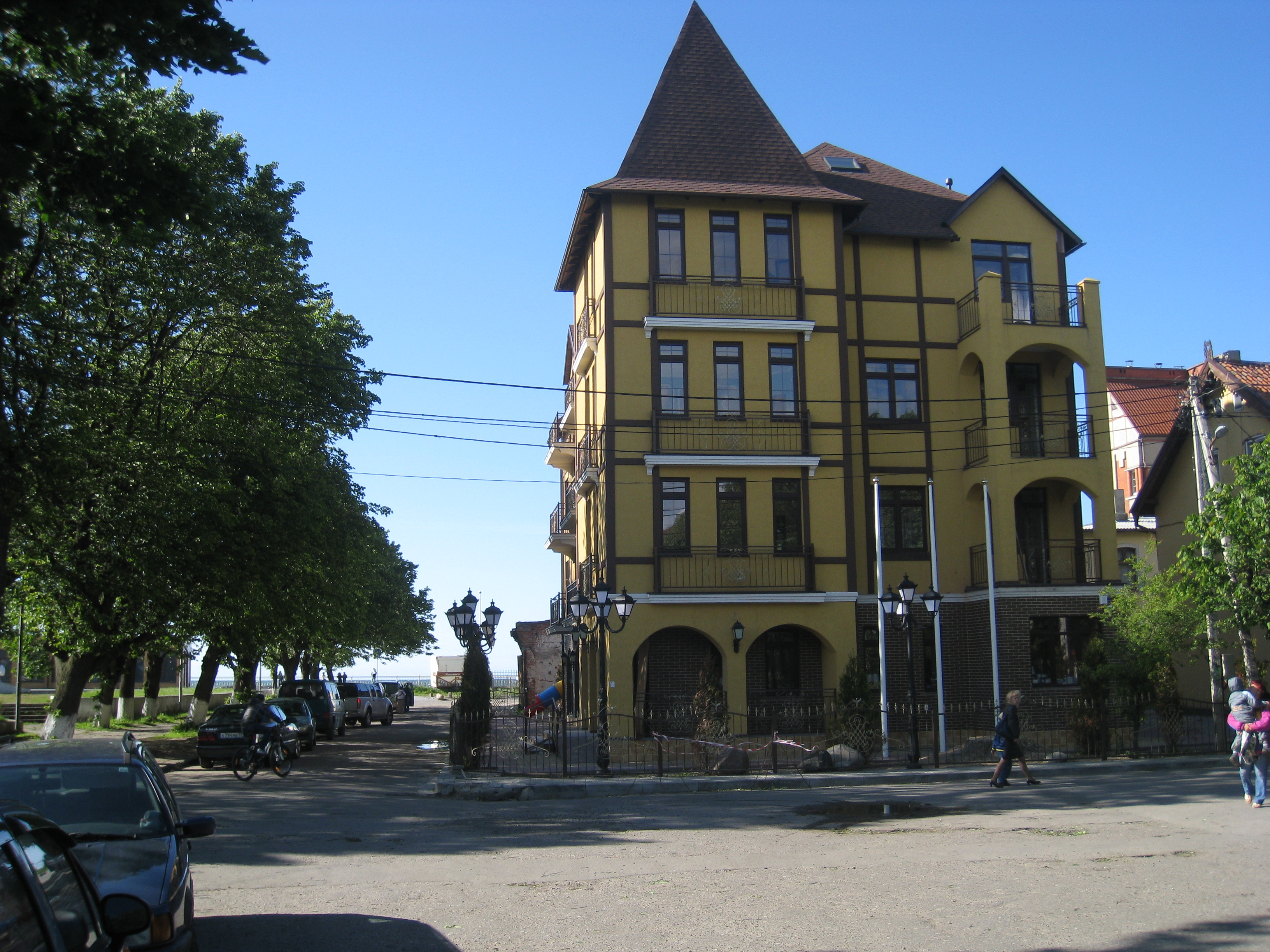
Отель «Принцесса Элиза» на улице Володарского
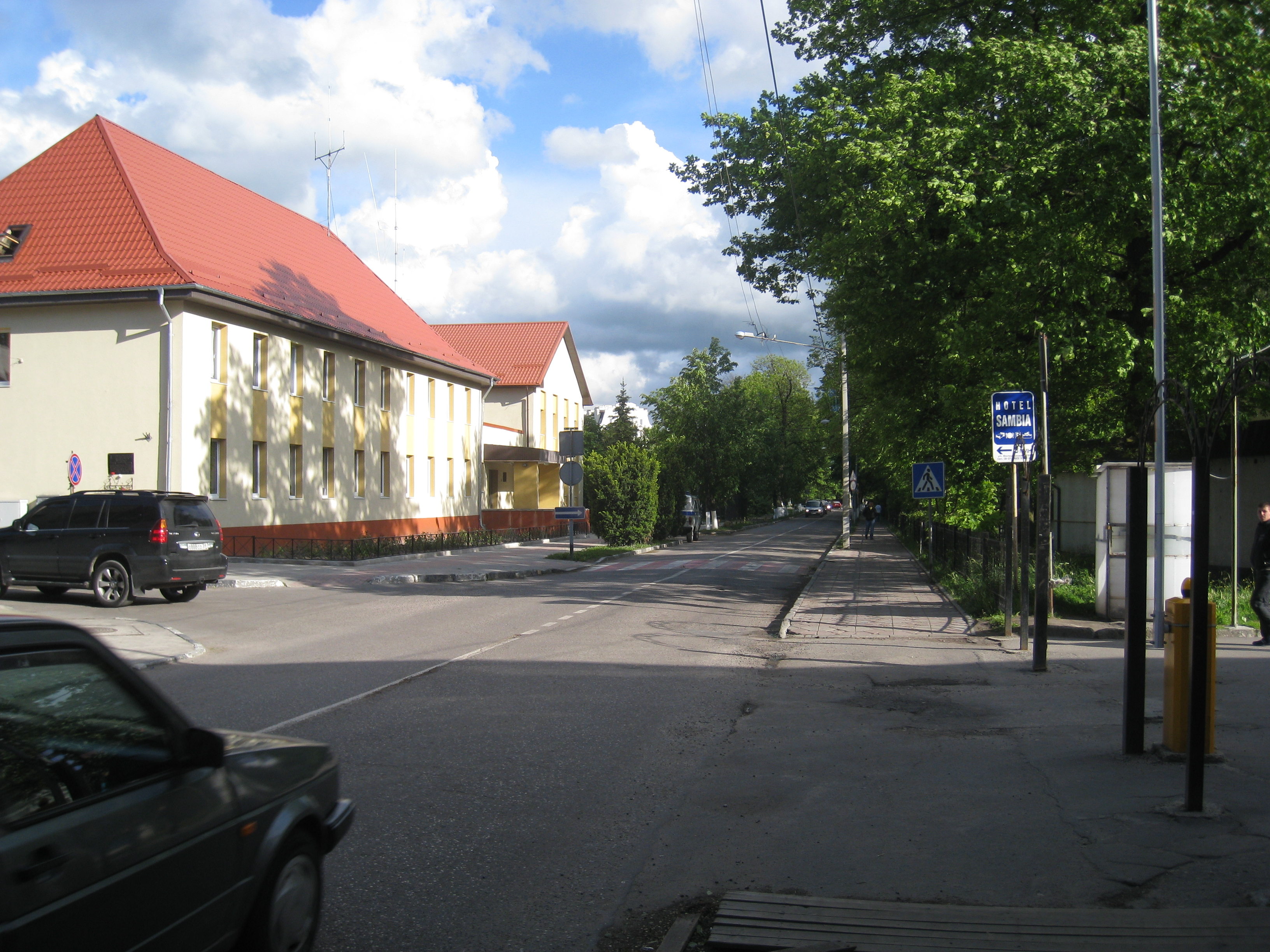
Здание УВД
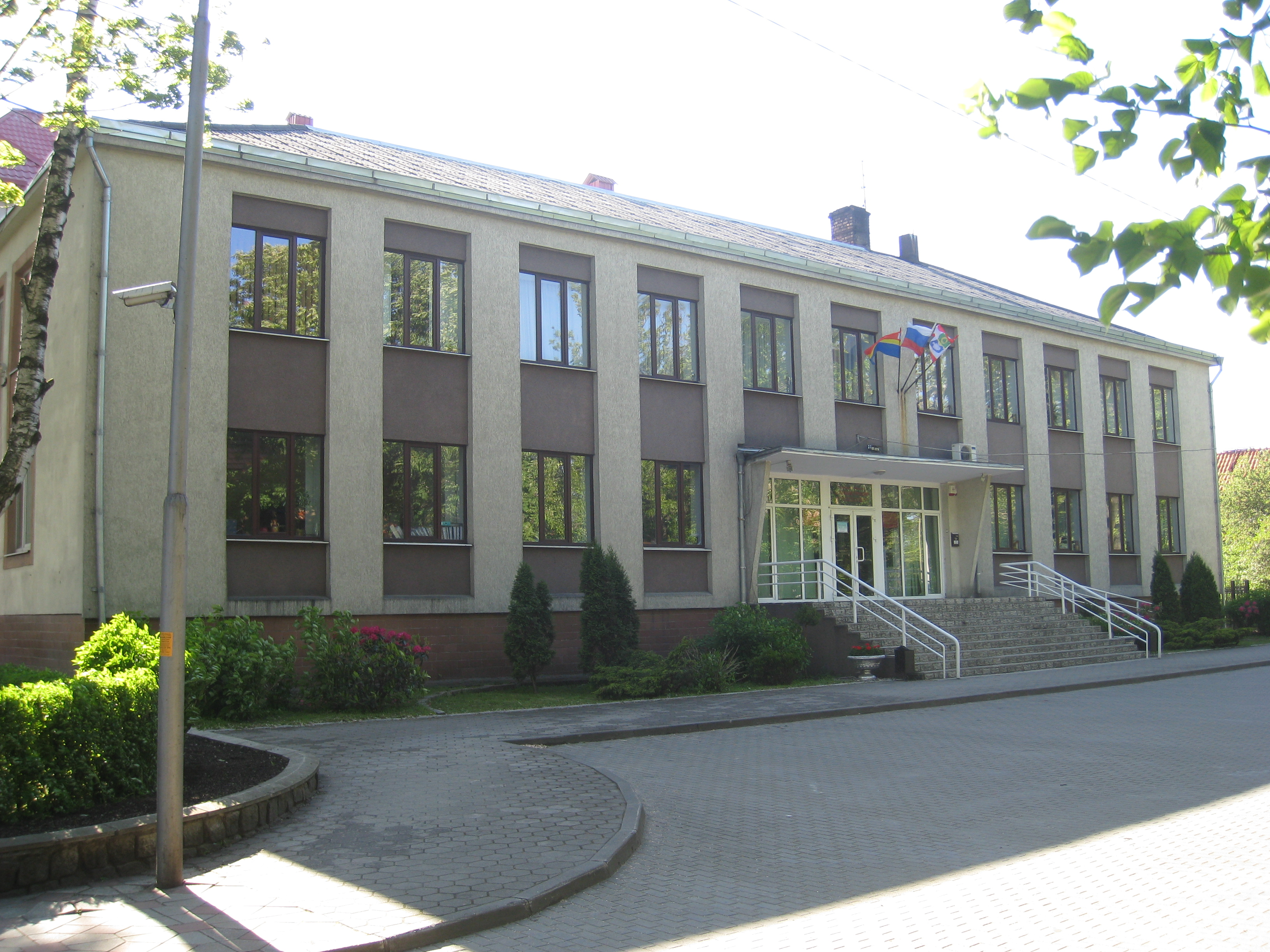
Административное здание

## Памятники

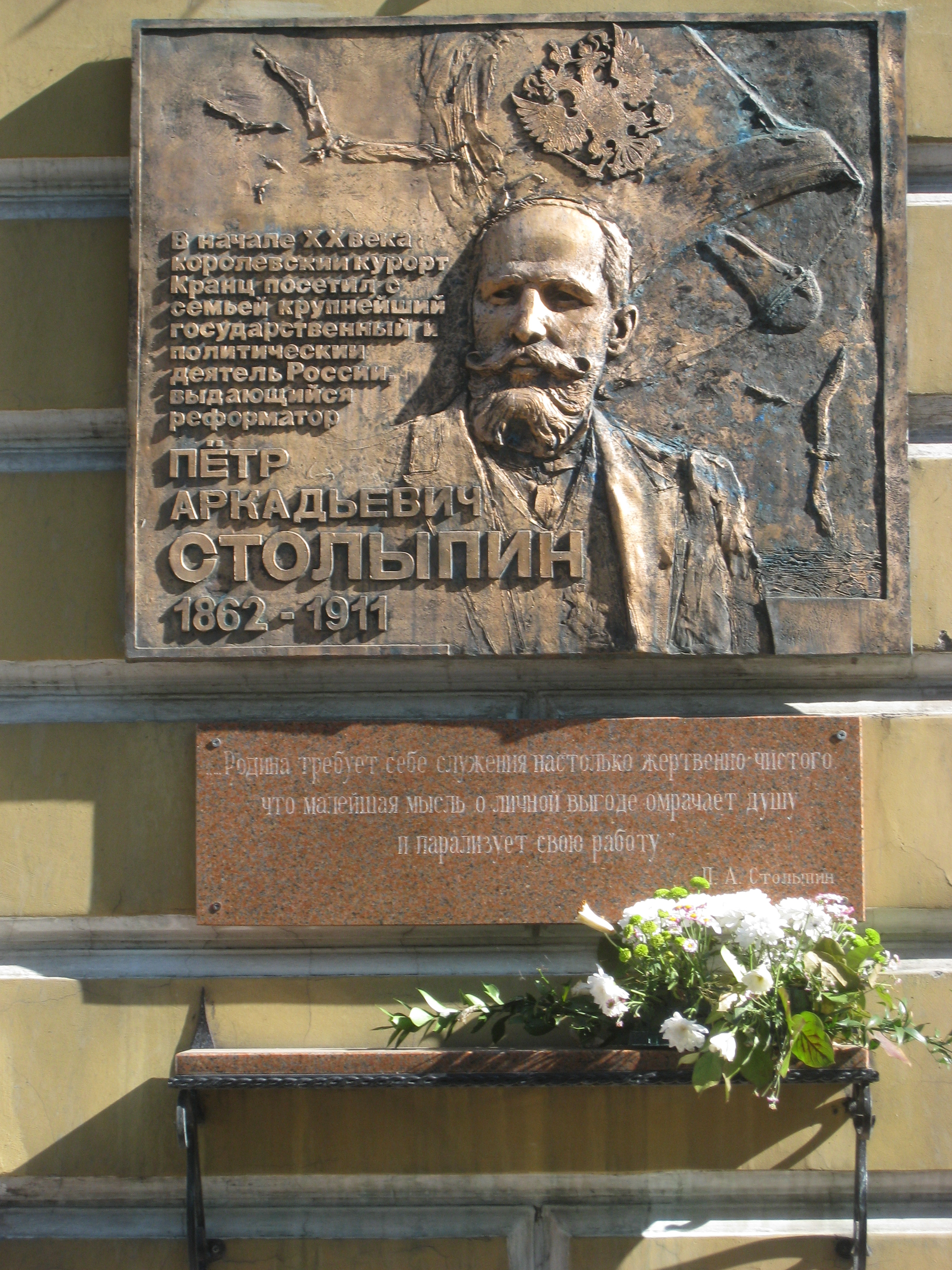
Мемориальная доска на здании городской библиотеки
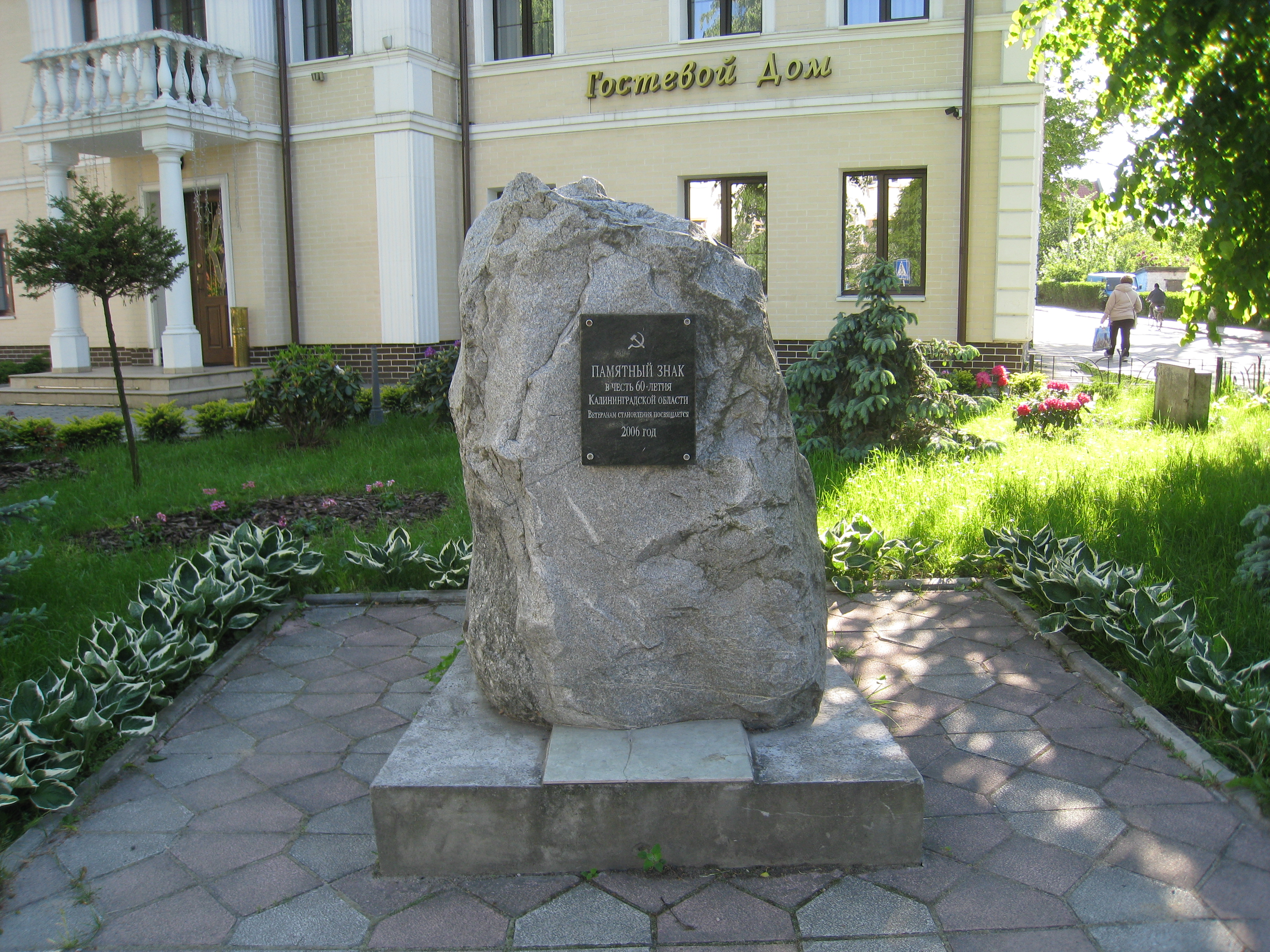
Памятный знак в честь 60-летия Калининградской области
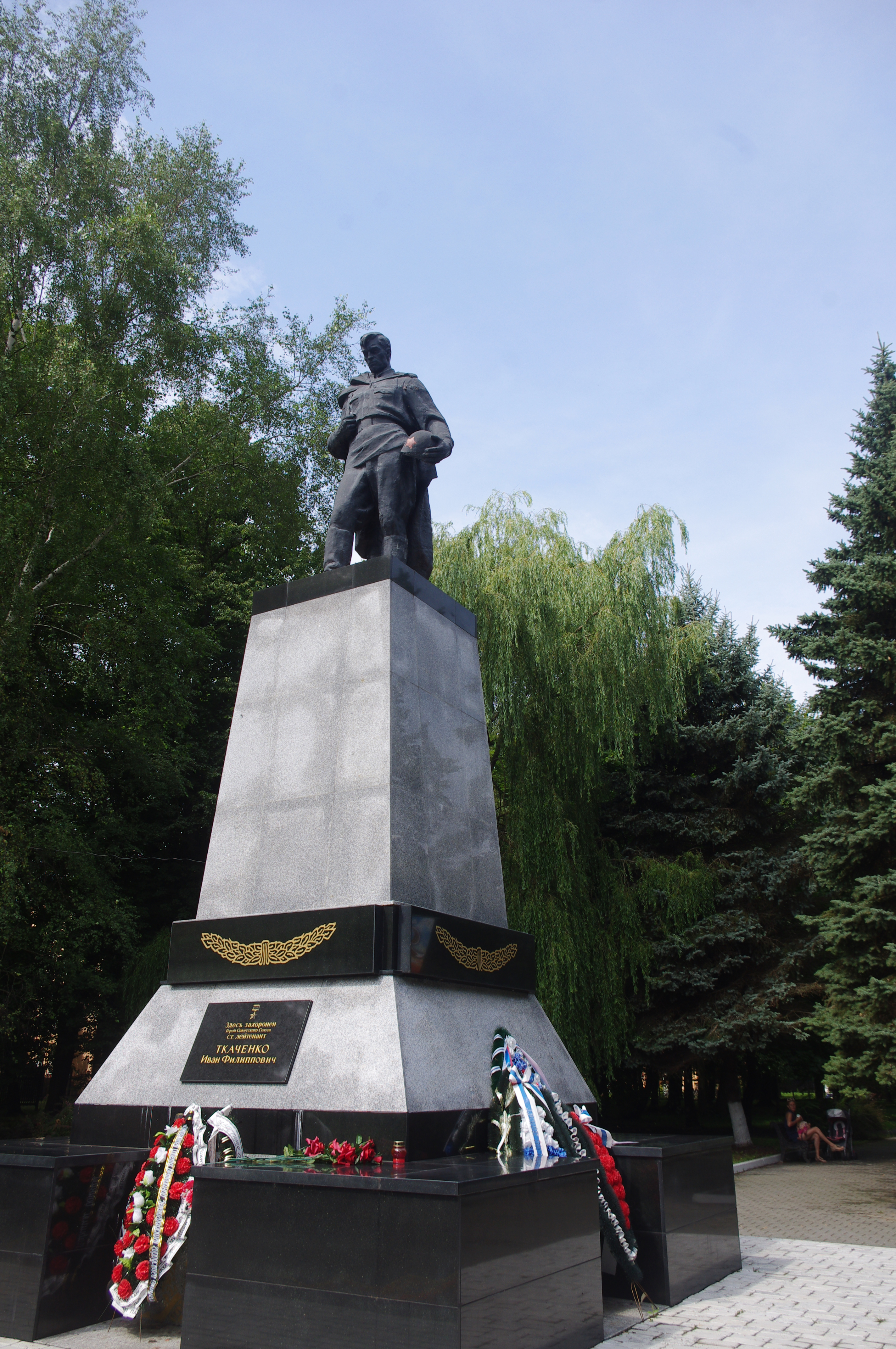
Памятник Герою Советского Союза Ивану Ткаченко.
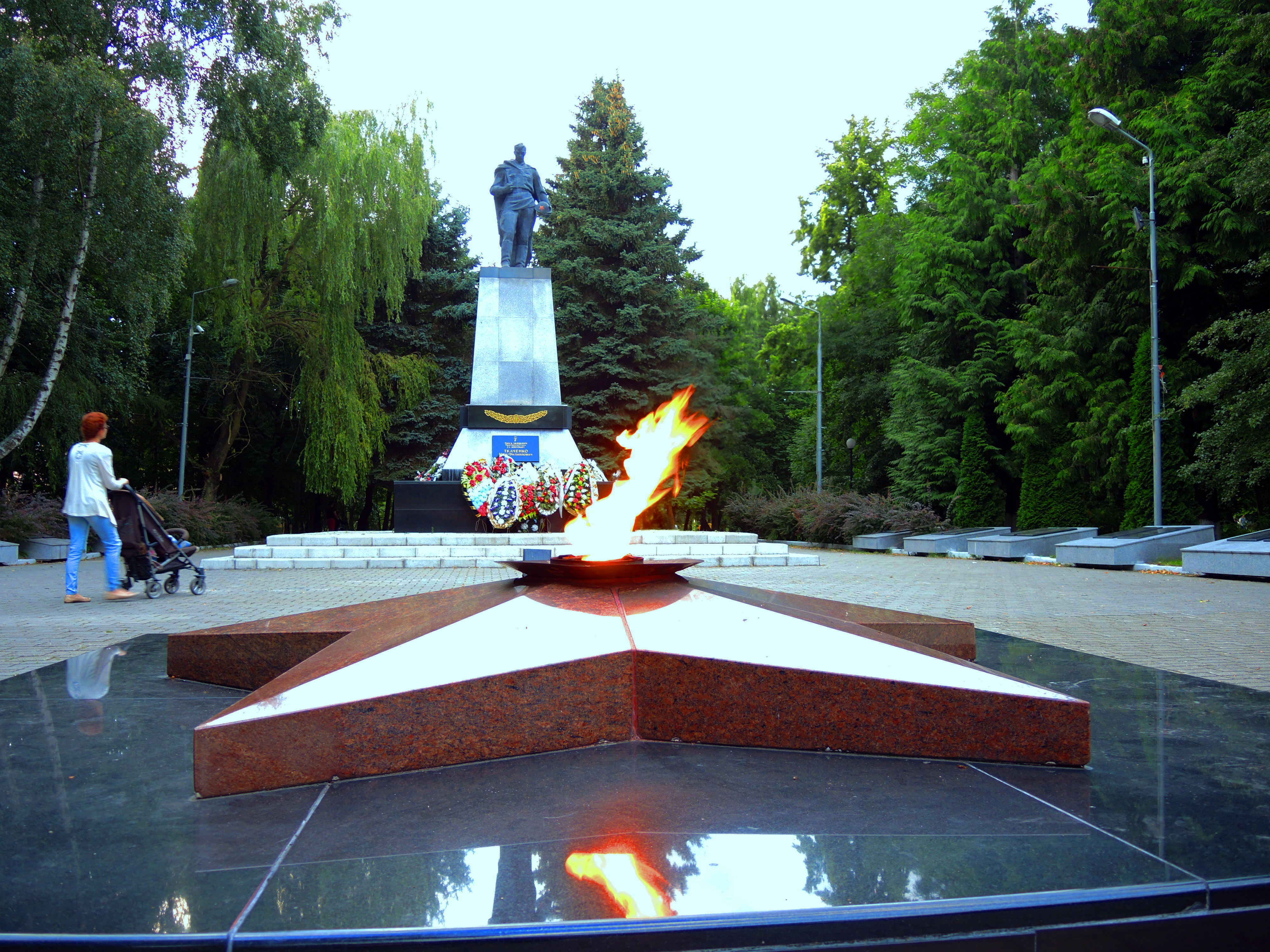
Мемориальный комплекс на братской могиле советских воинов, погибших при взятии города Кранца в 1945 году, (расположен на ул. Московская, 51).

Памятник на братской могиле советских воинов, погибших при взятии города Кранца в январе — феврале 1945 года, установлен в Зеленоградске в 1950 году (улица Московская, 51). Ремонтно-реставрационные работы производились в 1975 и 2004 годах. В центре прямоугольной в плане площадки на высоком постаменте, на котором высечена надпись «Воинам, павшим за Родину. 1945 г.», установлена скульптура воина высотой 2,5 м. На правом плече у него висит автомат, левая рука прижимает к боку каску. Вдоль боковых сторон мемориала расположены по шесть надгробных плит с мемориальными досками. Перед памятником — надгробие с тремя мемориальными досками, за памятником — две прямоугольные клумбы с голубыми елями. Постановлением Правительства Калининградской области от 23 марта 2007 года № 132 мемориальный комплекс на братской могиле советских воинов получил статус объекта культурного наследия местного (муниципального) значения.

## Транспорт
В Зеленоградске расположена станция Зеленоградск-Новый Калининградской железной дороги. Эта станция относится к железнодорожной линии Калининград — Зеленоградск — Светлогорск.
Рейсовые автобусы доставляют пассажиров в Калининград, на Куршскую косу, города и посёлки района. Областной центр и Зеленоградск связывает первая очередь скоростной автомагистрали «Приморское кольцо».

## В культуре и искусстве

### В литературе
- Патрик Уайт, лауреат Нобелевской премии 1973 года по литературе, посетил Кранц в начале 1930-х годов.[48]

«Я помню небольшой балтийский курорт Кранц, погружающийся по щиколотку в тяжелый белый песок на окраине города, как на улицах с белыми деревянными домами, на которых свет лежал густой и золотой, как янтарь, найденный на побережье. (..) он выпал из времени и не имел никакого отношения ни к одной стране, которую я посетил.»
Оригинальный текст (нем.)Ich erinnere mich an das kleine Ostseebad Cranz, am Rande der Stadt bis zu den Knöcheln in den schweren weißen Sand einsinkend, genauso wie in den Straßen mit den weißgekalkten Holzhäusern, auf denen das Licht dicht und golden wie der Bernstein lag, der entlang der Küste gefunden wurde. (..) es war aus der Zeit gefallen und hatte keine Verbindung zu irgendeinem Land, das ich besucht hatte.
— Patrick White, Flaws in the Glass.